# Xochimilco

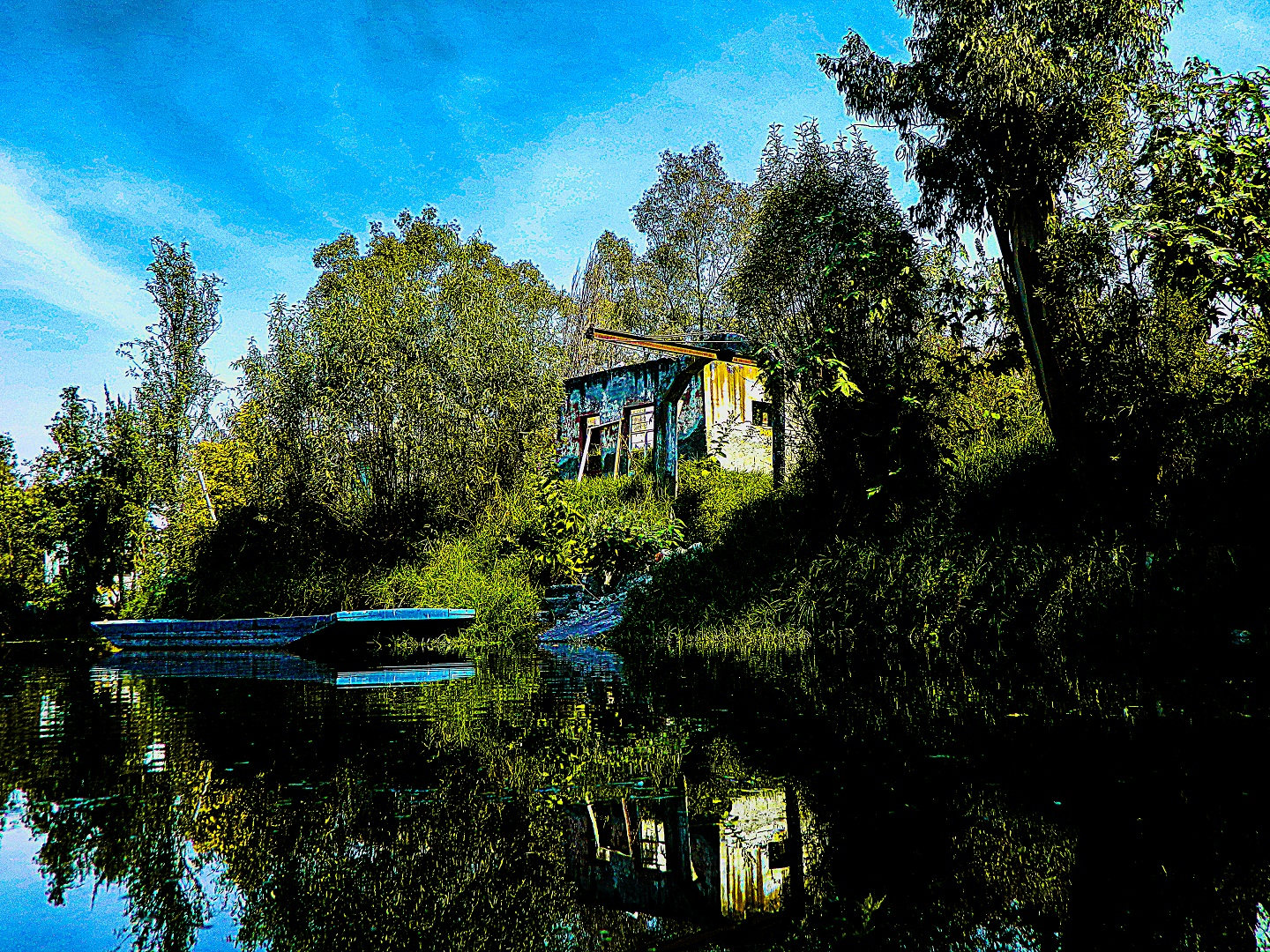
Vista de un inmueble abandonado en los canales de Xochimilco

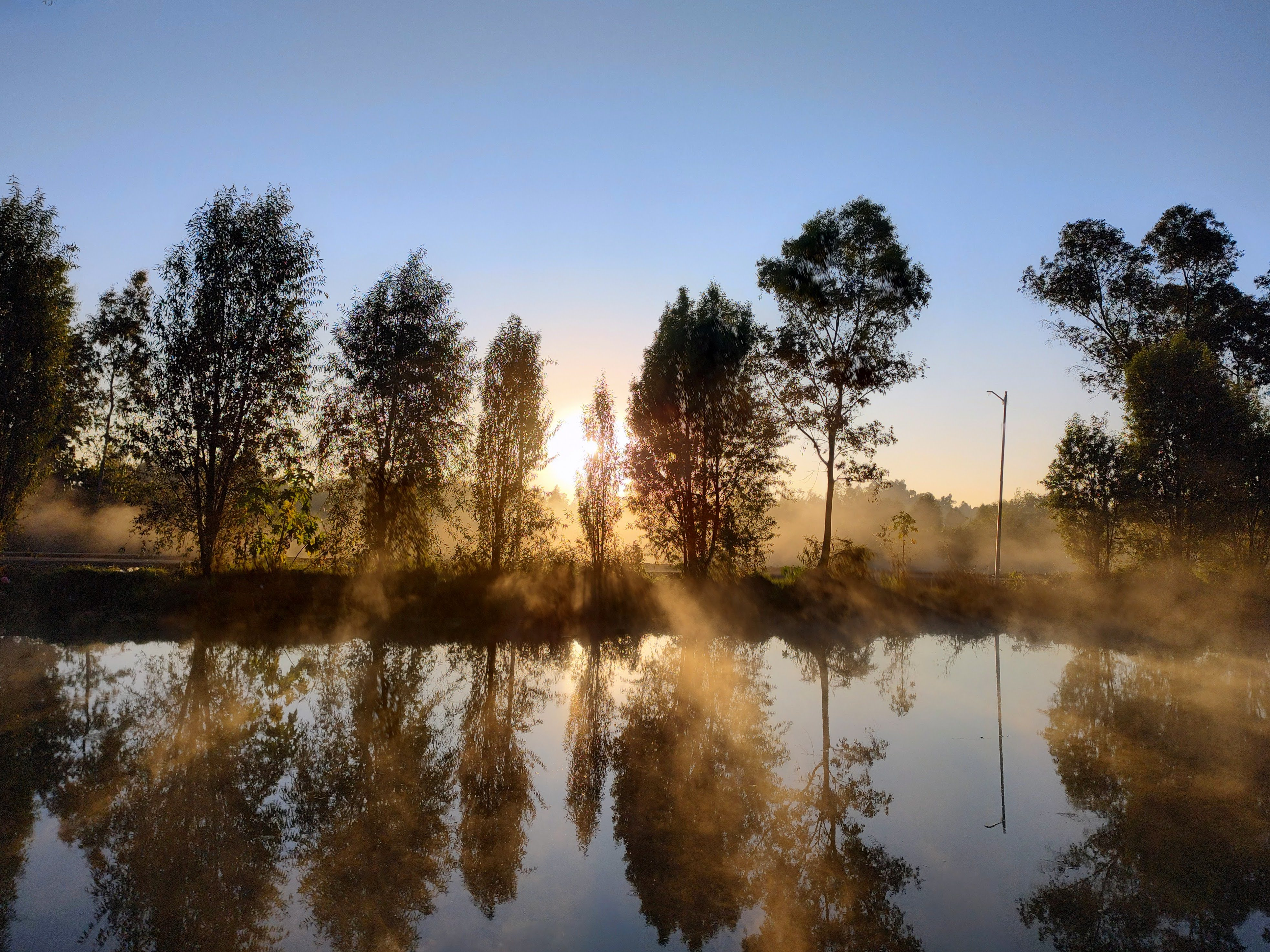
Paisaje perteneciente al lago de Xochimilco

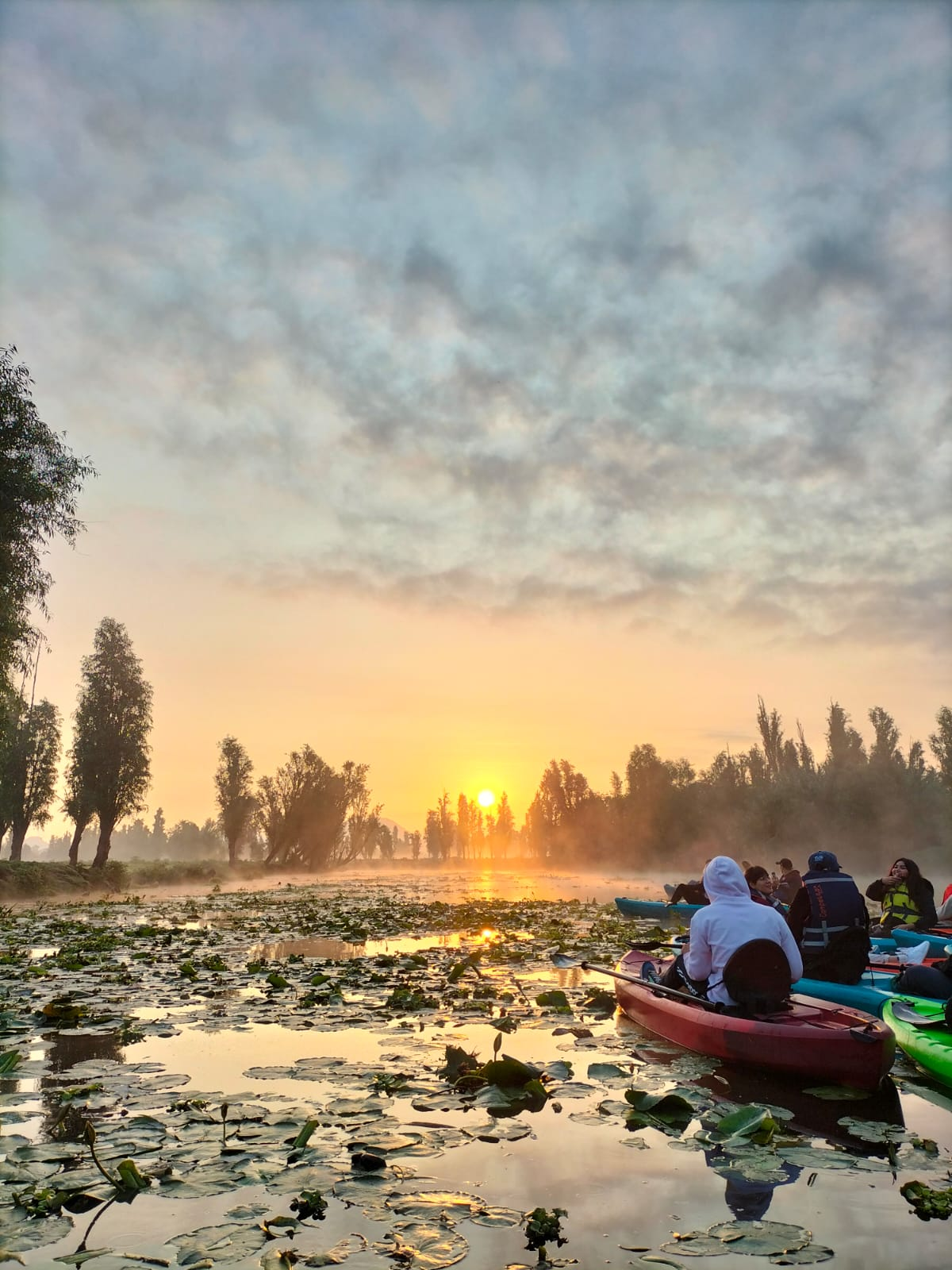
Amanecer en Xochimilco, paseo en kayak

Xochimilco (pronunciado [sot͡ʃiˈmilko], náhuatl [ʃoːt͡ʃiˈmiːɬko]) es una de las dieciséis demarcaciones de la Ciudad de México. Se localiza en el sureste de la capital mexicana y posee una superficie de 122 km². La palabra Xochimilco proviene del náhuatl xōchi-, 'flor', mīl-, 'tierra de labranza' y -co, postposición de lugar, comúnmente traducido como "la sementera de flores" aunque la traducción más cercana es “Chinampas de Flores”.
Los orígenes de Xochimilco se remontan al Período Preclásico mesoamericano cuando sus riberas e islas fueron el hogar de diversos pueblos. Al inicio del Posclásico, Xochimilco era un importante altépetl que fue sometido por los mexicas en el siglo XV. Desde entonces y hasta los años 60 del siglo XX, el territorio de Xochimilco se convirtió en uno de los proveedores de alimentos para la capital mexicana.
En el territorio de Xochimilco se encuentran 14 pueblos originarios que conservan muchos rasgos de su cultura tradicional y herencia indígena, a pesar del avance de la urbanización. Además, las montañas del sur y la zona lacustre del centro forman parte de la mayor reserva natural del Distrito Federal. En contraste, la zona norte de Xochimilco está plenamente integrada a la mancha urbana de la Ciudad de México, y en ella se asientan algunas zonas industriales y de servicios que constituyen parte importante de la vida económica de la delegación.
Xochimilco tiene particular importancia por la existencia de las chinampas. Tienen origen en una técnica agrícola mesoamericana que fue desarrollada y compartida por varios pueblos del Valle de México. Tras la desecación de los lagos del Anáhuac, solo Xochimilco y Tláhuac conservan la chinampería. Por ello, es uno de los principales destinos turísticos de Ciudad de México que atrae tanto a visitantes mexicanos como a extranjeros. Con el propósito de contribuir a la conservación del entorno lacustre, la Unesco proclamó las chinampas de Xochimilco como patrimonio cultural de la Humanidad en 1987. La declaratoria ha estado en dos ocasiones en peligro de perderse debido al deterioro ecológico ante el avance de la urbanización.

## Toponimia y glifo emblema

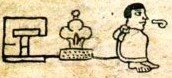
Glifo de Xochimilco en la Tira de la Peregrinación.

Xōchimīlco es un topónimo de origen náhuatl. Deriva de las palabras xōchi- (flor); mīl- (milpa, campo cultivado); y -co (locativo). Por lo tanto, se puede traducir como 'Lugar en la sementera de las flores' o 'Milpa de flores'. El emblema actual de la delegación Xochimilco no está reglamentado por ninguna ley. Se deriva de las representaciones conocidas de la época prehispánica que pudieron conservarse en documentos históricos de origen colonial, como los códices nahuas del centro de México. En la Tira de la Peregrinación el glifo Xochimilco identifica a una de las tribus que salió de Aztlán con los mexicas. Este glifo consiste en un logograma que representa la tierra cultivada, sobre él se encuentra la representación de una flor, de acuerdo con las convenciones estilísticas precolombinas.
La letra 'x' en el nombre del estado históricamente representaba el fonema /ʃ/ (una fricativa postalveolar sorda, el sonido de la 'sh' actual), sonido que era escrito como X en el español antiguo al momento de la colonización española y, después, en los alfabetos de lenguas indígenas de América codificados por los españoles durante la época virreinal. Debido a cambios fonéticos en el idioma, el fonema /ʃ/ pasó a pronunciarse como una fricativa velar sorda (representada como /x/ en el Alfabeto Fonético Internacional, el sonido de la actual 'j') al principio de una palabra y de forma intervocálica, mientras que pasó a pronunciarse como /s/ al final de una sílaba. Sin embargo, en varios topónimos de México, el fonema /ʃ/ al inicio de una palabra se transformó en /s/. De esta forma, México pasó de pronunciarse [meʃiko] a [mexiko], pero Xochimilco pasó de pronunciarse [ʃotʃimilko] a [sotʃimilko]. En 1815, se realizó una reforma ortográfica del idioma español establecida por la RAE, la cual promulgó que la letra 'x' pase a ser reemplazada por la letra 'j' en palabras que históricamente tenían el fonema /ʃ/ al principio de una palabra e intervocálicamente. Sin embargo, varios topónimos mexicanos retuvieron la letra a pesar de la reforma (incluyendo nombres como Tlaxcala, Xochimilco, Oaxaca, Texcoco o el mismo nombre del país, México).

## Geografía
| Cumbre del volcán Teuhtli, donde convergen los términos de Milpa Alta, Tláhuac y Xochimilco. |            |                                             |
| Nombre                                                                                       | m s. n. m. | Coordenadas                                 |
| V. Teuhtli                                                                                   | 2710       | 19°13′00″N 99°02′00″O / 19.21667, -99.03333 |
| V. Tzompol                                                                                   | 2650       | 19°12′00″N 99°07′00″O / 19.20000, -99.11667 |
| C. Xochitepec                                                                                | 2500       | 19°15′00″N 99°08′00″O / 19.25000, -99.13333 |
| C. Tlacuallelli                                                                              | 2420       | 19°14′00″N 99°05′00″O / 19.23333, -99.08333 |
| Fuente: INEGI, 2004: 1.3.                                                                    |            |                                             |

### Geografía descriptiva
Con sus 122 km², el territorio xochimilca representa el 7,9 % de la superficie total de Ciudad de México. Sus coordenadas extremas son 19°19′-19°9′ de latitud norte; y 99°0′-99°9′ de longitud oeste. La delegación limita al norte con los territorios de Coyoacán e Iztapalapa; al oriente, con Tláhuac; al sur, con Milpa Alta; y al poniente, con Tlalpan. La sede del gobierno delegacional se encuentra en el barrio de El Rosario, uno de los barrios originarios de Xochimilco.
La parte norte del territorio es plana y se halla a la altitud media del valle de México, es decir, 2240 m. s. n. m. Esta zona fue ocupada hace algunos años por el lago de Xochimilco, cuyos vestigios son los canales de la chinampería. Al sur del vaso lacustre se elevan los cerros de Xochitepec, Tzompol, Tlacuallelli y Teuhtli, que constituyen el límite natural entre Xochimilco, Milpa Alta y Tláhuac y forman parte de la cadena montañosa que impide el desagüe natural de la cuenca de México por el sur. Entre ellos el cerro de Xochitepec ofrece una amplia vista a la zona urbana de Tlalpan y Xochimilco. En la cumbre del volcán Axocopiaxco, el territorio de la delegación alcanza más de 3000 m s. n. m.
Xochimilco se encuentra en la subcuenca Lago de Texcoco-Zumpango del sistema Moctezuma-Tula-Pánuco. La cuenca, originalmente endorreica, fue abierta artificialmente en el siglo XVII. La superficie del lago de Xochimilco se fue reduciendo gradualmente, hasta la superficie actual constituida por los canales de la zona de chinampas, que son islas artificiales construidas en los bajos del lago. El lago era alimentado por las aguas de los manantiales que brotaban en los cerros aledaños. Estos fueron canalizados durante el Porfiriato para abastecer de agua a Ciudad de México hasta su agotamiento en 1951. A partir de entonces, los canales de Xochimilco fueron alimentados con agua residual, actualmente tratada por la planta del cerro de la Estrella. Entre los más importantes de la zona chinampera están los canales Nacional, de Chalco —que desaguan el agua proveniente de la Sierra Nevada—.

### Lista de barrios originarios
1. Belem de Acampa
2. San Cristóbal Xallan
3. Guadalupita
4. La Asunción Colhuacatzinco
5. La Concepción Tlacoapa
6. El Rosario
7. San Antonio Molotla
8. San Diego Tlalcozpa
9. San Esteban Tecpapan
10. San Francisco Caltongo
11. San Juan Bautista Tlateuchi
12. San Lorenzo Tlaltecpan
13. San Marcos Tlaltepetlalpan
14. San Pedro Tlalnahuac
15. Santa Crucita
16. La Santísima Trinidad Chililico
17. Xaltocán

### Lista de pueblos originarios
Con una traza irregular ubicados en la región oriente de la delegación y más cercanas al centro:
1. Santa María Nativitas
2. Santa Cruz Acalpixca
3. San Lorenzo Atemoaya
4. San Lucas Xochimanca
5. Santiago Tepalcatlalpan[18]

Hay pueblos ubicados a lo largo de la carretera a Tulyehualco, como son:
San Gregorio Atlapulco
1. San Luis Tlaxialtemalco
2. Santa Cruz Acalpixca
3. Santiago Tulyehualco
4. Santa María Nativitas (donde se han construido los conjuntos habitacionales de vivienda plurifamiliar)

En el caso de zonas localizadas en Tepepan:
1. Santiago Tepalcatlalpan
2. Santa María Tepepan
3. Santa Cruz Xochitepec

Anexando a estos los pueblos de la montaña como lo son:
1. San Mateo Xalpa
2. Santa Cecilia Tepetlapa
3. San Lucas Xochimanca
4. San Andrés Ahuayucan
5. San Lorenzo Atemoaya
6. San Lucas Xochimanca
7. San Francisco Tlalnepantla

### Lista de colonias
1. San Juan Tepepan
2. San Lorenzo la Cebada
3. Jardines del Sur
4. Potrero de San Bernardino
5. Huichapan
6. La Noria
7. Tierra Nueva
8. Las peritas
9. Paseos del Sur
10. Barrio 18
11. Ampliación San Marcos
12. Ampliación Tepepan

A causa de la elevación demográfica de la población, Xochimilco ha incrementado a un barrio más, siendo este el Barrio 18, los territorios que a principio de la década de 1990 eran considerados patrimonio nacional ahora son colonias nuevas. Lo cual da nuevos pueblos, como San Francisco o colonias como San Lorenzo la Cebada, entre otras.

### Territorio
El territorio completo de Xochimilco está integrado en la subprovincia 57 de los lagos y volcanes del Anáhuac, perteneciente a la provincia geológica del Eje Neovolcánico. Su superficie se caracteriza por la presencia de cinco sistemas de topoformas, predominando la sierra estratovolcánica, que cubre el 42 % del territorio xochimilca. Este sistema corresponde a la ubicación de los cerros Xochitepec y Tzompol, así como a la dilatada pendiente del volcán Teuhtli. Otro importante 27 % del territorio es clasificado como meseta volcánica o malpaís. Esta fracción corresponde a la falda baja del volcán Tzompol y del cerro Tlacuallelli, ubicados en el centro-sur del territorio de Xochimilco. El resto lo componen tres tipos de llanuras. Un 18 %, correspondiente al vaso del antiguo lago de Xochimilco, hoy ocupado por la chinampería, es una llanura lacustre. Otro 12 % corresponde a la llanura aluvial ribereña del lago, que señala la transición entre el valle y la sierra. El restante 1 % corresponde a la llanura lacustre salina; una fracción de poco más de un kilómetro cuadrado localizada en la frontera de Xochimilco con Tláhuac e Iztapalapa.

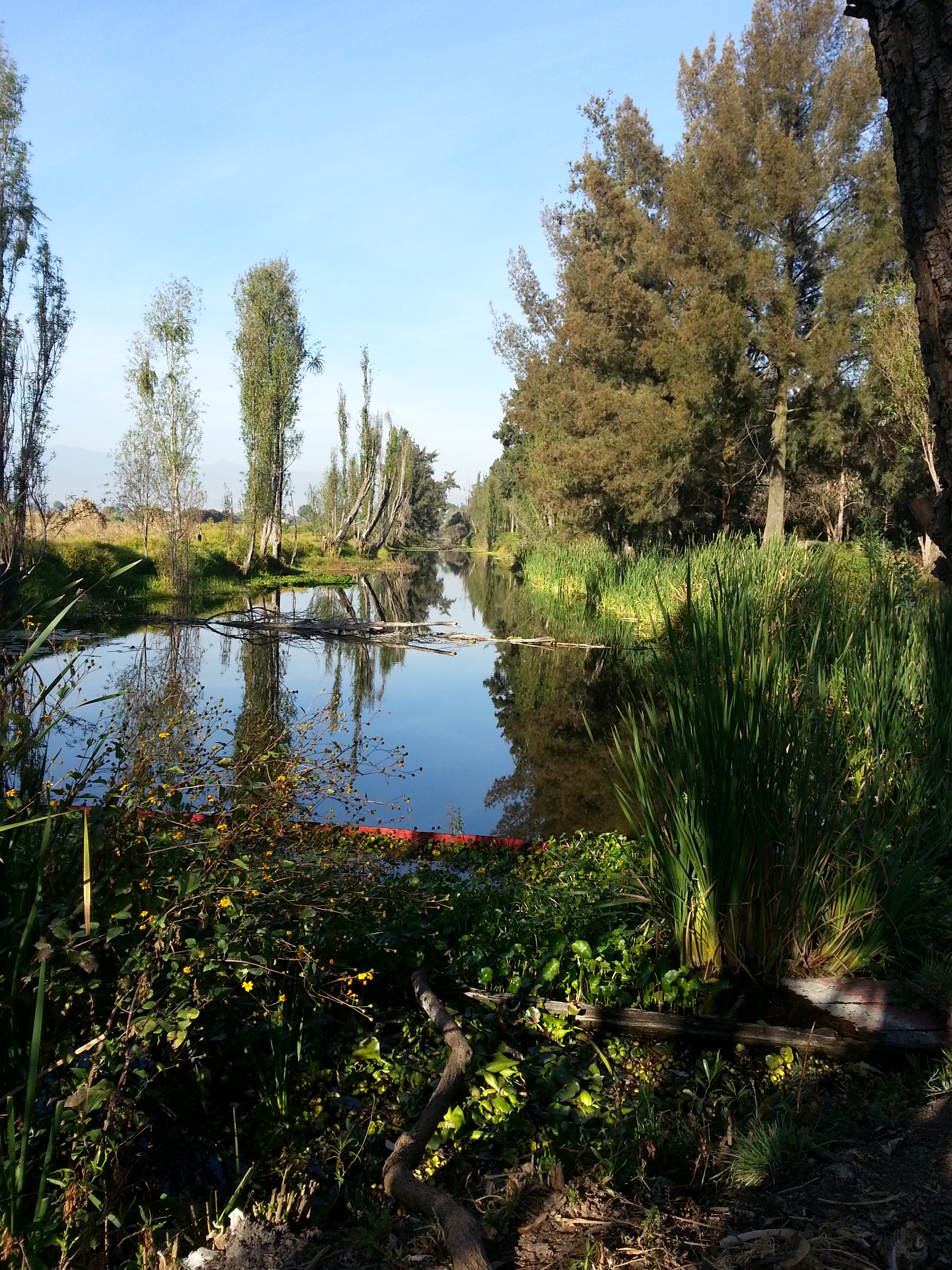
Ciénega Chica Xochimilco, México

La mayor parte de la superficie tuvo su origen en el período cuaternario. Corresponde a esta era geológica poco más del 87 % de la superficie de la delegación. Los suelos de origen lacustre y aluvial constituyen 61 % de la superficie de la delegación. Predominan los tipos faeozem e histosol. En la zona montañosa la superficie está constituida por rocas de origen volcánico, como el basalto y la toba. Más tempranas son pequeñas porciones de superficie que emergieron durante el período terciario. Esta fracción corresponde a la falda media y alta del volcán Teuhtli y a la meseta que se extiende entre el cerro de Xochitepec y la sierra del Ajusco. En su mayor parte se trata de un sustrato de andesita.

### Climas
El clima predominante en Xochimilco es el templado subhúmedo con lluvias en verano, propio del valle de México. Con estas condiciones climáticas se encuentra el 98 % de la superficie. Los grados de humedad varían, aunque predomina la humedad media. La zona más alta de la delegación posee un clima semifrío subhúmedo con lluvias en verano.
| Temperatura media mensual en Xochimilco (en °C)   | Temperatura media mensual en Xochimilco (en °C) | Temperatura media mensual en Xochimilco (en °C) | Temperatura media mensual en Xochimilco (en °C) | Temperatura media mensual en Xochimilco (en °C) | Temperatura media mensual en Xochimilco (en °C) | Temperatura media mensual en Xochimilco (en °C) | Temperatura media mensual en Xochimilco (en °C) | Temperatura media mensual en Xochimilco (en °C) | Temperatura media mensual en Xochimilco (en °C) | Temperatura media mensual en Xochimilco (en °C) | Temperatura media mensual en Xochimilco (en °C) | Temperatura media mensual en Xochimilco (en °C) | Temperatura media mensual en Xochimilco (en °C) |
| Estación                                          | E                                               | F                                               | M                                               | A                                               | M                                               | J                                               | J                                               | A                                               | S                                               | O                                               | N                                               | D                                               | Media                                           |
| ------------------------------------------------- | ----------------------------------------------- | ----------------------------------------------- | ----------------------------------------------- | ----------------------------------------------- | ----------------------------------------------- | ----------------------------------------------- | ----------------------------------------------- | ----------------------------------------------- | ----------------------------------------------- | ----------------------------------------------- | ----------------------------------------------- | ----------------------------------------------- | ----------------------------------------------- |
| Muyuguarda                                        | 11'3                                            | 12'6                                            | 14'8                                            | 16'1                                            | 17'1                                            | 17'5                                            | 16'8                                            | 16'8                                            | 16'2                                            | 15'4                                            | 13'3                                            | 11'9                                            | 15                                              |
| Tlalnepantla                                      | 10'6                                            | 11'7                                            | 13'3                                            | 14'6                                            | 15'4                                            | 14'3                                            | 13'8                                            | 13'7                                            | 13'5                                            | 12'4                                            | 12'1                                            | 11'1                                            | 13                                              |
| Atlapulco                                         | 11'8                                            | 14'2                                            | 16'0                                            | 18'4                                            | 18'9                                            | 18'5                                            | 17'8                                            | 17'7                                            | 17'2                                            | 15'7                                            | 14'1                                            | 12'6                                            | 16                                              |
| Estación                                          | E                                               | F                                               | M                                               | A                                               | M                                               | J                                               | J                                               | A                                               | S                                               | O                                               | N                                               | D                                               | Media                                           |
| Precipitación mensual total en Xochimilco (en mm) |                                                 |                                                 |                                                 |                                                 |                                                 |                                                 |                                                 |                                                 |                                                 |                                                 |                                                 |                                                 |                                                 |
| Muyuguarda                                        | 11.4                                            | 5.9                                             | 6.4                                             | 22.7                                            | 62.1                                            | 113.1                                           | 142.3                                           | 129.2                                           | 112.2                                           | 56.4                                            | 11.7                                            | 6.6                                             | 56.6                                            |
| Tlalnepantla                                      | 13.26                                           | 6.22                                            | 15.0                                            | 33.21                                           | 73.6                                            | 168.8                                           | 182.8                                           | 188.51                                          | 174.9                                           | 74.2                                            | 11.9                                            | 6.0                                             | 79.03                                           |
| Atlapulco                                         | 10.0                                            | 7.0                                             | 11.1                                            | 25.7                                            | 78.9                                            | 121.4                                           | 147.7                                           | 127.9                                           | 110.0                                           | 49.9                                            | 4.7                                             | 5.8                                             | 58.34                                           |

### Entorno natural

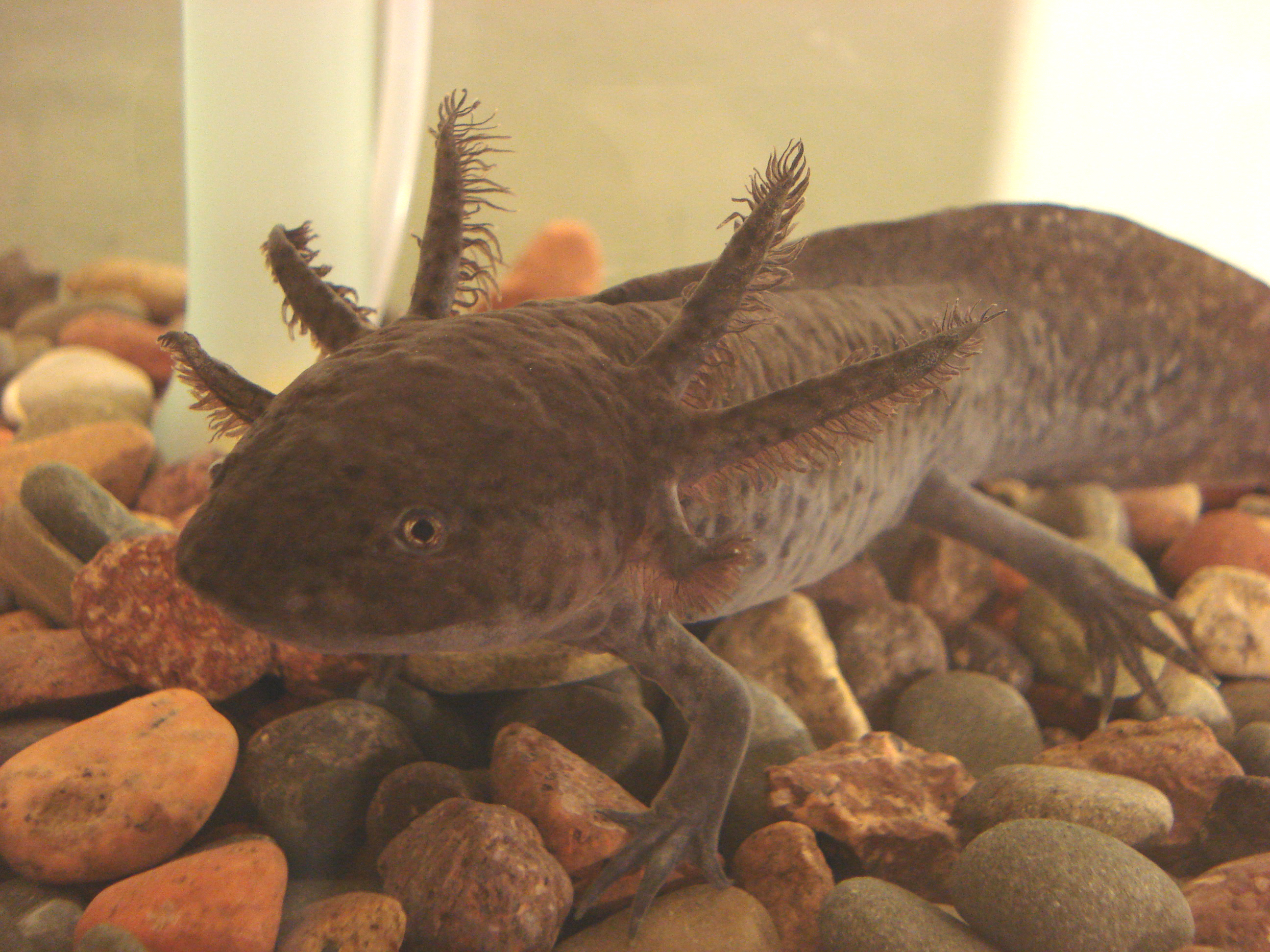
El ajolote es una especie representativa de la fauna lacustre de Xochimilco. Se encuentra en peligro de extinción.

El medio natural xochimilca ha sido ampliamente modificado por la acción de los seres humanos. La construcción de las chinampas prehispánicas en las riberas del lago han significado un cambio importante, que dio lugar al paisaje agrícola que caracteriza a la delegación. El sistema permitía una rentable convivencia entre los seres humanos y la naturaleza. Al formarse las chinampas creció también el número y la variedad de árboles en el ecosistema. Particularmente importante resulta el ahuejote (Salix bonplandiana), que sirvió para sujetar las islas y favoreció el ambiente para la reproducción de la fauna acuática. El ahuejote es importante en el ecosistema de Xochimilco porque controla la erosión del suelo y forma barreras rompevientos que protegen los cultivos. En las zonas elevadas existen pequeñas zonas boscosas, en donde crecen pinos, acotes, madroños, cedros, ahuehuetes, tepozanes. En los pequeños cerros, hay capulines, eucaliptos, alcanfores, jacarillas, pirules y chicalotes.
El lago albergó numerosas especies animales, muchas de las cuales fueron aprovechadas para el consumo humano. Entre otras se pueden citar el axayácatl, los acociles (Cambarellus montezumae), la rana montezuma (Rana montezumae) y el axolote (Ambystoma mexicanum). La desaparición de las fuentes de los lagos, la decisión de desecar la cuenca de México y la introducción de especies alóctonas, como el lirio acuático y la carpa europea, provocaron un desastre que casi condujo a la desaparición del ecosistema y sus especies. Para ayudar a la conservación de Xochimilco, el Gobierno del Distrito Federal aprobó en 2004 un programa de manejo del área protegida de los ejidos de San Gregorio Atlapulco y Xochimilco. El ANP comprende 2657 ha de suelo de conservación en el cual se puede encontrar hasta 140 especies de aves, algunas migratorias.
A causa del saqueo de estos ejemplares se está extinguiendo esta especie. Los Investigadores que llevaron a cabo la primera parte de un censo de la población de ajolotes en los canales de Xochimilco no encontraron ningún ejemplar de esta especie endémica de México, de acuerdo con un comunicado de la Academia Mexicana de Ciencias (AMC).
Los resultados del censo no significan, por ahora, que la especie se extinguió en su hábitat natural, aunque sí hablan de una situación “crítica”, dijo en entrevista telefónica la coordinadora del proyecto Rehabilitación de la red Chinampera y del hábitat de especies nativas de Xochimilco, Cristina Ayala Azcárraga, de la Universidad Nacional Autónoma de México (UNAM).
En el primer censo de ajolotes realizado en 1998 se encontraron 6000 ejemplares por kilómetro cuadrado; en el 2003 la población bajó a 1000 ejemplares por kilómetro cuadrado, y en el 2008 solo 100 ejemplares en el mismo perímetro, de acuerdo con la AMC.
Así mismo, el impacto ecológico que ha sufrido el ajolote ha sido numeroso y a punto de su extinción, ya que en los últimos sesenta años, la red de lagos y canales de Xochimilco, donde vive el también llamado "monstruo marítimo", han sido severamente dañados por la contaminación, urbanización y la llegada de nuevas especies como la carpa y la tilapia, esto con el fin de promover y ayudar económicamente a la población de Xochimilco, ocasionando que dichas especies fueran erradicando notablemente la reproducción del ajolote sin mencionar la venta del mismo al explotarla para su venta como mascota entre los visitantes. Por lo que al resumir podremos determinar que al querer ayudar a la población de la localidad, ocasionaron un impacto ecológico de gravedad. Aún hay tiempo de remediarlo, ya que se están realizando campañas y zonas de crianza del ajolote para recuperar su reproducción.
Es posible que para el 2015 se consolide la población de ajolotes. Estos fueron obtenidos por medio de criaderos procedentes del Lago de Conservación de San Gregorio Atlapulco, bajo la coordinación de Fernando Arana Magallón, biólogo (UAM). Introduciendo tres mil ejemplares durante el año, como parte de un programa de tres años para desarrollar poblaciones de la especie en lugares favorables para su reproducción.

#### El ajolote (Ambystoma mexicanum)

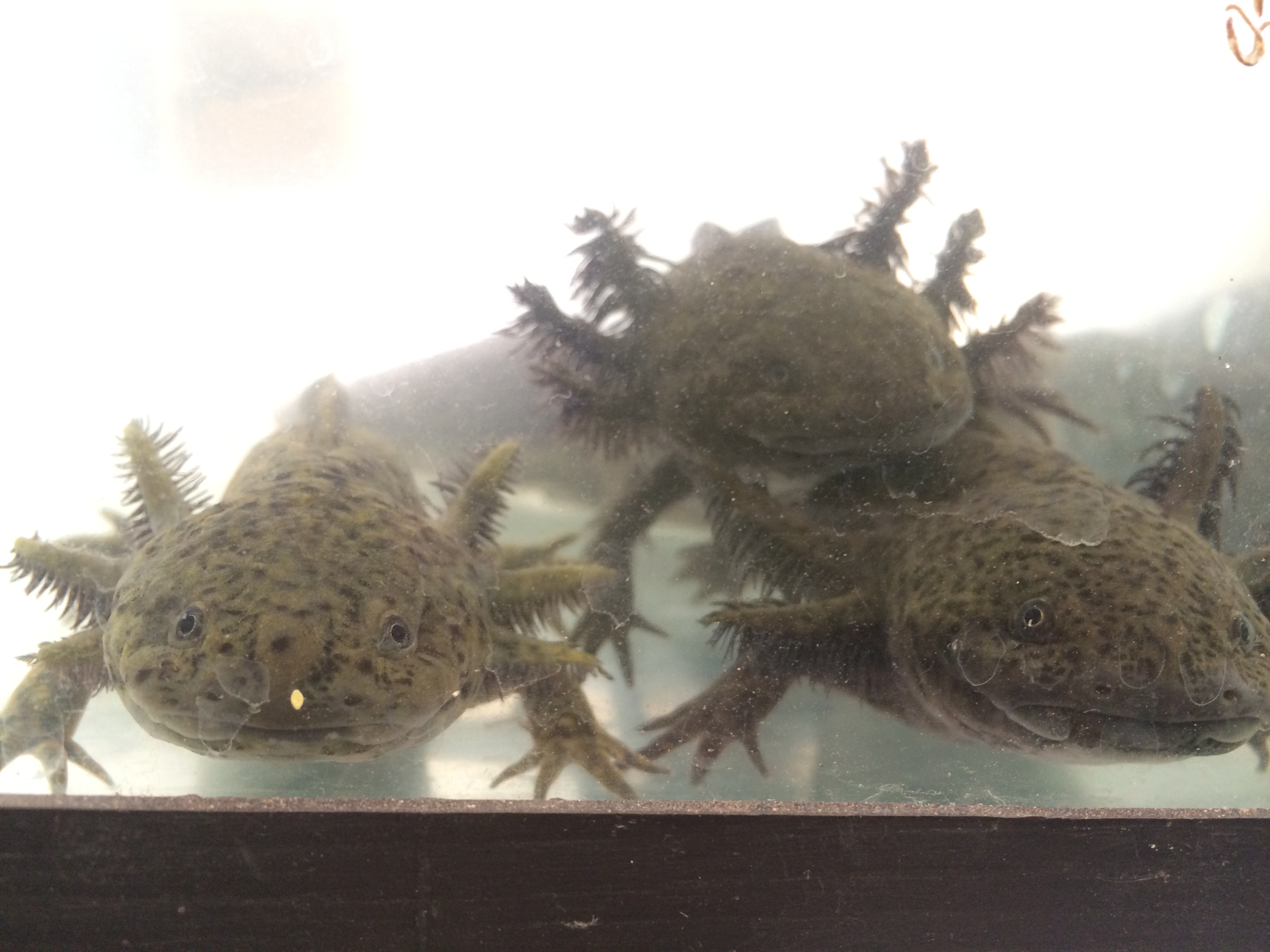
Ajolote perteneciente a la fauna de Xochimilco.

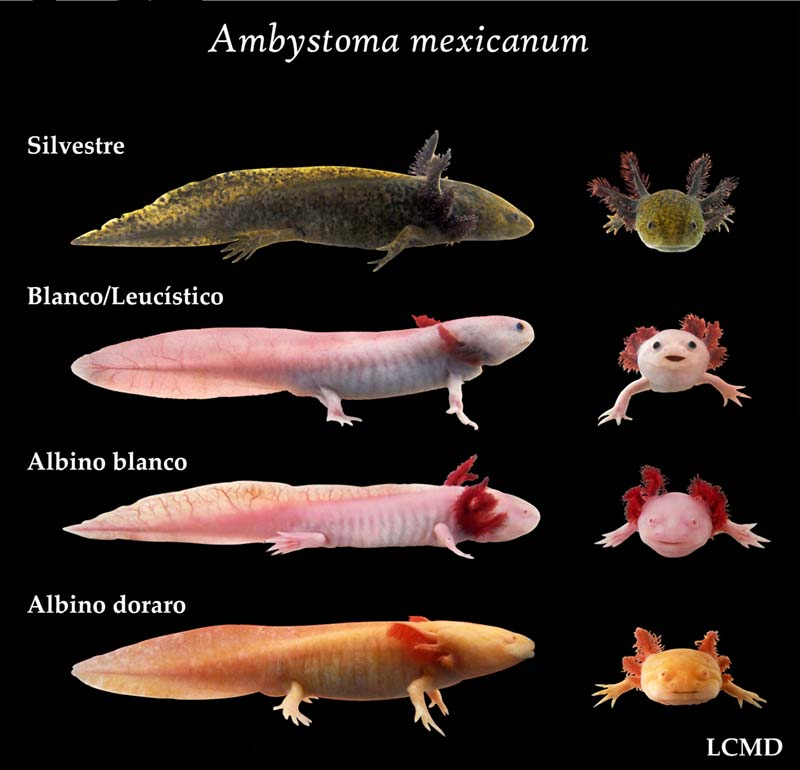

El ajolote es una especie o anfibio que tuvo como origen se ubica en el lago de Xochimilco, donde se estima que existió siempre en abundancia. En náhuatl su nombre, axolotl, significa "monstruo acuático".
Su origen se ubica en el lago de Xochimilco, donde se estima que existió siempre en abundancia. Los grupos humanos asentados en las riberas de ese lago lo llamaron axoltl; “monstruo de agua”. Muy apreciado como alimento nutritivo y sabroso, además se aprovecha con fines terapéuticos para afecciones respiratorias como asma y bronquitis, fama que perdura actualmente en sitios dedicados a la medicina tradicional —como el mercado de Sonora en Ciudad de México— en donde hasta la fecha podemos encontrar pomadas y jarabes que lo tienen como ingrediente principal. También se le consume en infusiones a las que se le atribuye propiedades curativas y efectos maravillosos, que aún no han sido demostrado clínicamente, aunque tampoco se ha comprobado su inocuidad. Como alimento preparado: en caldos, sopas, guisos, y tamales, está presente incluso en fiestas y ceremonias regionales.
Tantas bondades le han atraído a la explotación irracional, acompañada de la inseparable inconsciencia sobre su repoblación y la degradación de su ambiente lacustre natural que lo han puesto al borde de la extinción a pesar de su capacidad de reproducirse en forma larvaria e inmadura. Los habitantes de la región de la cuenca de México realizan captura por tradición y en la actualidad tiene demanda en los acuarios comerciales como especie “rara”. Cuenta con protección especial, según la Norma Oficial Mexicana NOM-059-ECOL-1994. A su vez ha despertado el interés de varios investigadores internacionales, cuyo propósito principal es salvarla de la desaparición. Los esfuerzos han sido mayormente entre la UNAM y la UAM, y organizaciones no gubernamentales. Uno de estos casos es el proyecto “Conservación del ajolote (Ambystoma mexicanum), mediante el cultivo y siembra en el Parque Ecológico de Xochimilco (PEX). En él habita de manera silvestre lejos de los depredadores y la amenaza humana quienes los consumen y usan como fines curativos.
Xochimilco tiene una gran variedad de fiestas tradicionales, la más importante es la del Niño Pa. Este es un niño Dios oriundo de la región, es considerado muy milagroso y tiene una tradición ancestral. Es uno de los simbolismos religiosos más importantes de Xochimilco ya que todo el año, la devoción de los oriundos de Xochimilco lo llevan y traen de barrio en barrio, junto con los mayordomos y feligresía. Son consideradas las fiestas populares más emblemáticas ya que la alegoría y fervor por el Niño Pa son sugestivas de estudios antropológicos.
Es una demarcación en donde la mayoría de la población es comerciante desde la época virreinal. La producción de hortalizas ha generado esta tradición de cultivo, venta y distribución. En el centro tiene 3 mercados importantes, uno de verduras, abarrotes y cárnicos, el segundo de flores, arreglos florales, ropa y alimentos. Estos alimentos en este mercado son de una variedad culinaria propia de la región. Y el tercero es el mercado de plantas de ornato, árboles y todo lo relacionado con la jardinería. La Ciudad de México se surte de estas plantas para adornar sus jardines de acuerdo a la temporada y época del año.

## Historia

### Orígenes y época mesoamericana

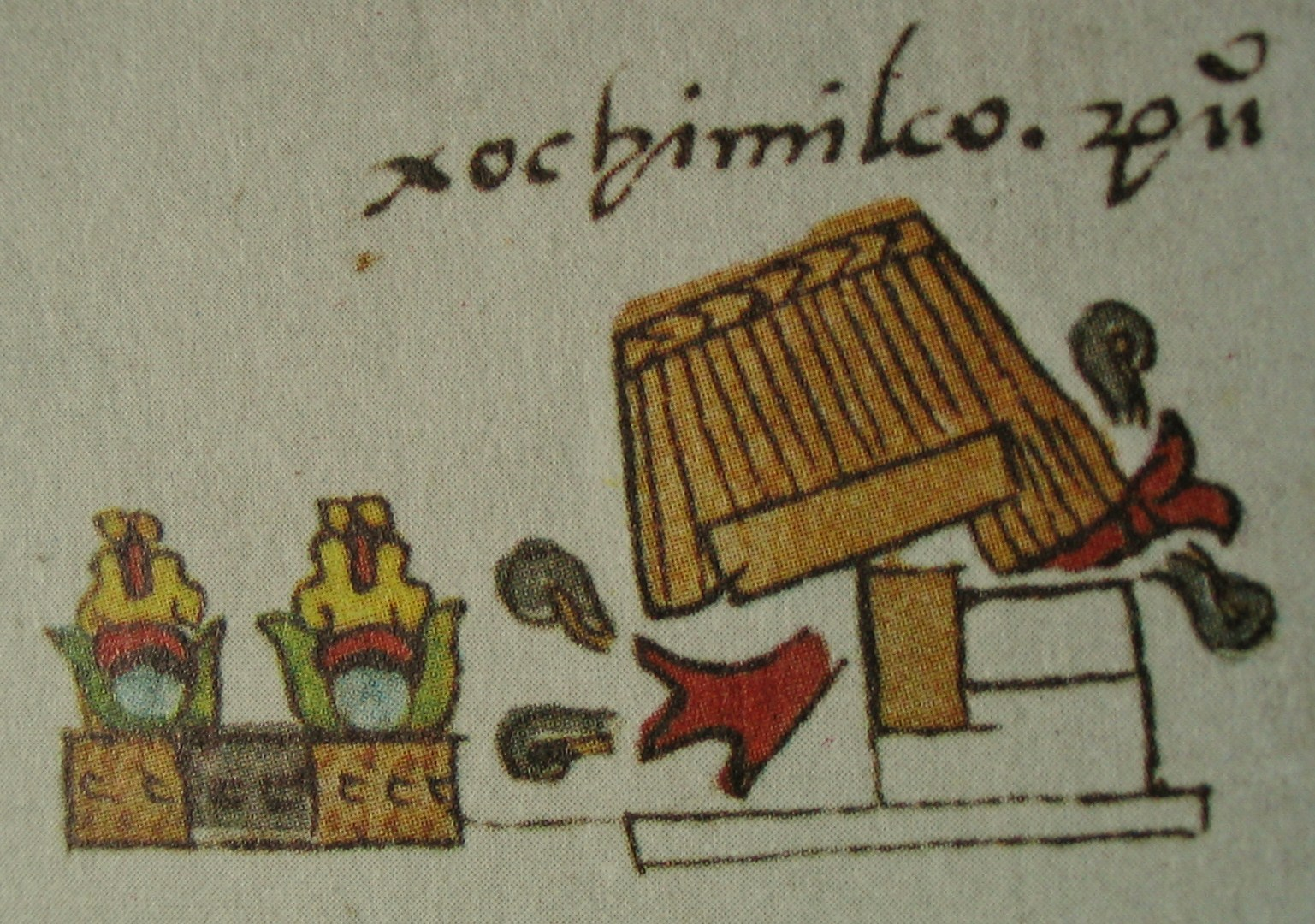
De acuerdo con el Códice Mendocino, Xochimilco fue derrotado por los mexicas. En la imagen, el registro de ese suceso en el documento.

Las evidencias más antiguas de la ocupación humana en el territorio del actual Xochimilco datan del período preclásico superior. Sus habitantes estaban relacionados con la cultura de Cuicuilco, como lo muestran los hallazgos arqueológicos de Cuemanco. Al final del Preclásico una parte importante de la población del valle de México se concentró en Teotihuacán, de modo que solo permanecieron en la ribera xochimilca algunas pequeñas aldeas. Después del colapso teotihuacano, la población de la metrópoli se dispersó por el valle y algunos de esos grupos llegaron a Xochimilco. Como resultado de la mezcla entre los grupos teotihuacanos y los migrantes chichimecas del siglo X se estableció el pueblo xochimilca en la ribera sur de los lagos del Anáhuac.
Procedente de Chicomoztoc, la tribu de los xochimilcas fue la primera de las 7 tribus nahuatlacas en llegar al valle del Anáhuac, se asentaron en Cuahuilama, cerro sagrado ubicado en el pueblo de Santa Cruz Acalpixca.
Los xochimilcas establecieron su altépetl en el siglo X y extendieron su dominio hacia zonas aledañas como Tlayacapan, Xumiltepec, Ocuituco, Tetellan, Chinameca, Mixquic, Tláhuac, Tepoztlán y Hueyapan, donde ejercieron poder político y económico.
Por esa época, los xochimilcas construyeron el centro ceremonial de Cuauhilama, cerca del actual pueblo de Santa Cruz Acalpixca. De acuerdo con la crónica de Diego Durán, los xochimilcas ocupaban toda la serranía al sur de los lagos, incluyendo entre sus posesiones los pueblos de Míxquic, Temoac, Tetela, Yautepec, Zacualpan, Tepoztlán, Tlayacapan y Hueyapan; así como Chimalhuacán en la ribera oriental del lago de Texcoco. Los dominios xochimilcas llegaban hasta Tochimilco, en el valle Poblano-Tlaxcalteca. Eduardo Noguera decía que estos y otros pueblos fueron fundados por los xochimilcas antes de establecerse definitivamente en la costa sur del sistema lacustre del Anáhuac, en los pueblos de Tepepan, Xochitepec, Xochimanca, Tepalcatlalpan, y finalmente Xochimilco y Acalpixcan. A los xochimilcas se atribuye la invención de las chinampas, aunque se ha propuesto que se trata de una técnica desarrollada con mucha anterioridad y cuya mejor expresión se alcanzó entre los siglos XI y XIV gracias a los pueblos nahuatlacas recién llegados.
Los mexicas reconocían a varios de los pueblos ribereños de los lagos del valle de México como parientes suyos, que compartían el mismo origen en la mítica Chicomóztoc. La Tira de la Peregrinación señala que a la salida de Aztlán, los mexicas eran acompañados por una tribu cuyo glifo era el mismo que identifica a Xochimilco. Pero cuando los mexicas llegaron al valle de México, los xochimilcas ya se hallaban bien instalados y consolidados en el sur. Como mercenarios de Coxcox, señor de Culhuacán, los mexicas emprendieron una guerra contra los pueblos chinamperos de Xochimilco y Tláhuac. En 1323 derrotaron a Acatonalli, señor de Xochimilco, que de esta manera quedó incorporado a la órbita política de Culhuacán.
En 1376, el señorío de Xochimilco fue conquistado nuevamente por los mexicas —ya establecidos en la isla de Tenochtitlan, bajo dominio tepaneca—, aunque en esta ocasión para incorporarlo al territorio de Azcapotzalco. A pesar de la alianza establecida entre tecpanecas y mexicas, estos se aliaron con Texcoco para emprender la guerra contra el gobierno del usurpador Maxtla de Azcapotzalco. Los aliados vencieron en 1428. Dos años más tarde, Xochimilco fue el objetivo de una tercera campaña mexica, que logró el sometimiento definitivo de ese señorío al gobierno de Tenochtitlan. Como consecuencia de ello, los xochimilcas fueron obligados a aportar mano de obra para la construcción de la capital mexica y de numerosas obras urbanísticas, especialmente el acueducto de Chapultepec, la calzada de Iztapalapa y el albarradón de Nezahualcóyotl.

### Conquista de México y época colonial

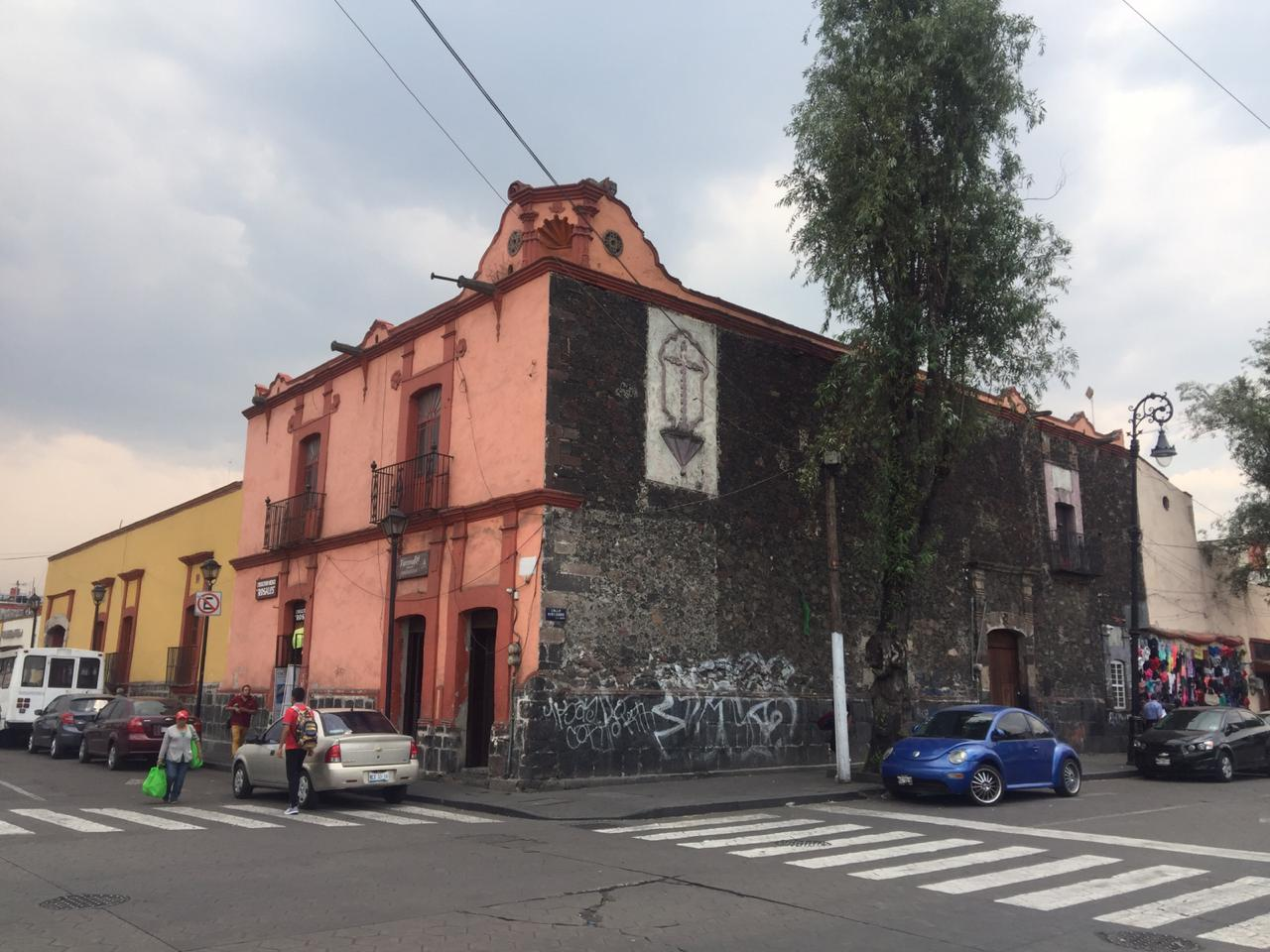
Casa del cacique Apochquiyahuatzin

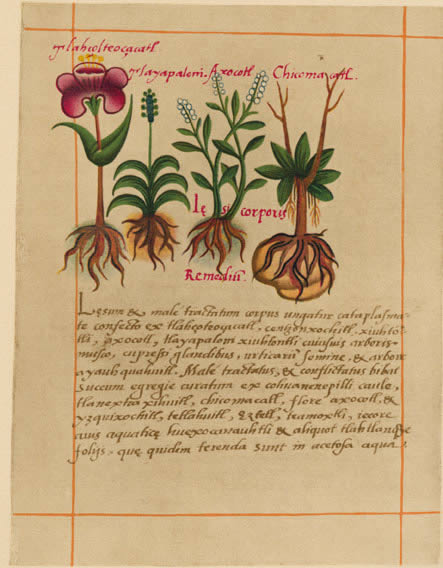
Folio del Códice Badiano, elaborado en el en el colegio de la Santa Cruz de Tlatelolco. Fue escrito originalmente por Martín de la Cruz en náhuatl y luego traducido al latín por Juan Badiano, ambos xochimilcas.

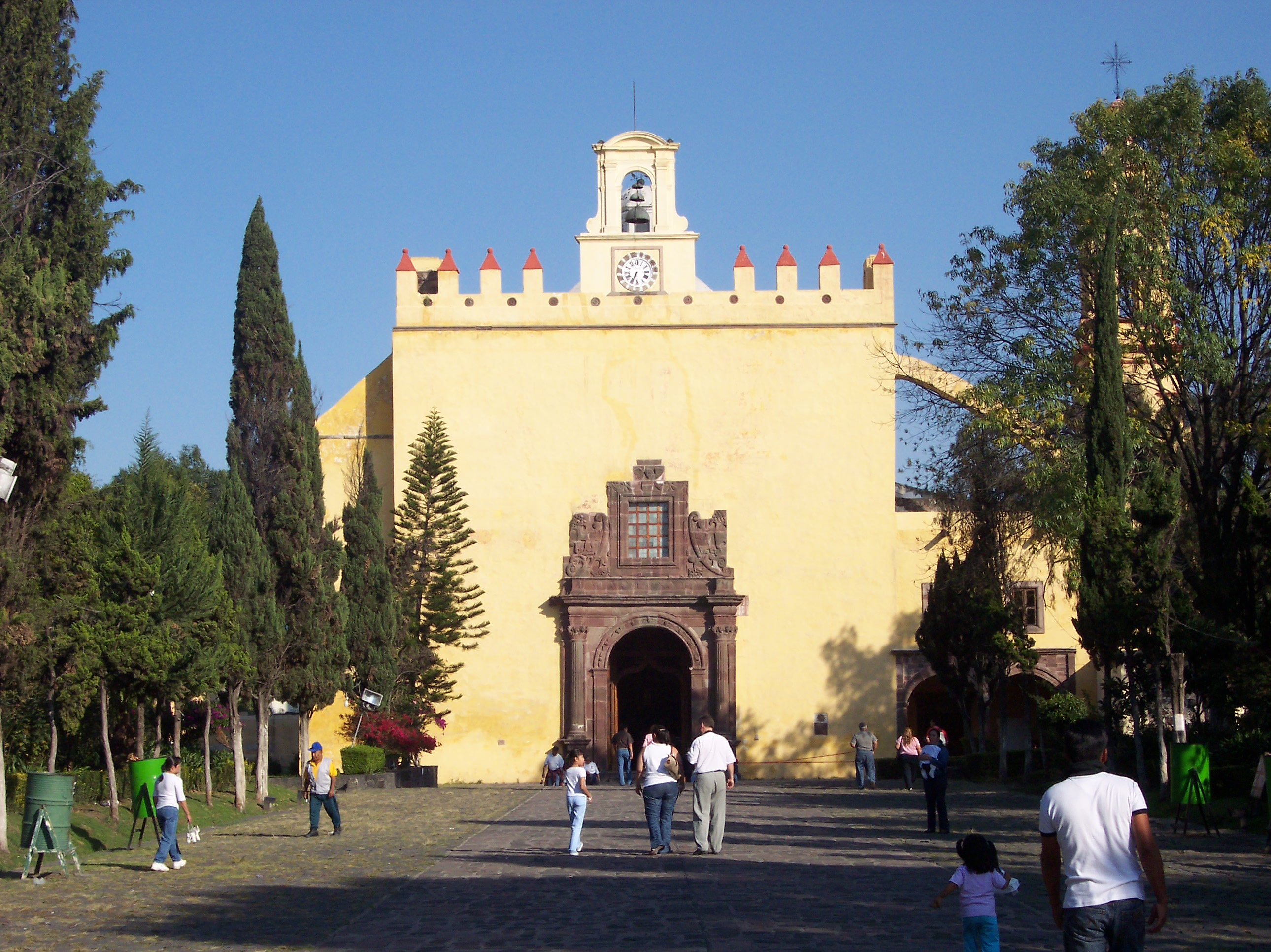
Templo de San Bernardino en Xochimilco.

Durante la Conquista de México, Xochimilco tuvo un lugar destacado. Fue conquistada por Hernán Cortés y sus ejércitos aliados el 16 de abril de 1521. Según las leyendas, Cuauhtémoc viajó a Xochimilco para conseguir ayuda para la defensa de Tenochtitlan. A su paso, se dice, plantó el sabino que aún existe en el actual barrio de San Juan. Las crónicas indígenas señalan que todos los pueblos de la ribera se aliaron a los españoles con el propósito de derrotar y liberarse de los tenochcas. De cualquier manera, Xochimilco fue arrasado por los españoles durante la tercera fase de la conquista de Tenochtitlan, que los llevó a ocupar también Churubusco, Coyoacán, Oaxtepec y Cuernavaca.
Una vez consumada la conquista de Tenochtitlan, el tlatoani Apochquiyauhtzin, último gobernante xochimilca, se convirtió al cristianismo (no queda claro si voluntariamente u obligado) y fue bautizado como Luis Cortés Cerón de Alvarado el 6 de junio de 1522, adquiriendo los apellidos de los conquistadores Cortés y Alvarado. A este tlatoani se le permitió seguir gobernando a Xochimilco como un títere político de los conquistadores. De hecho, Hernán Cortés entregó Xochimilco, sus tierras y población a Pedro de Alvarado inmediatamente después de la conquista militar y permaneció como tal hasta su muerte, en 1541.
La evangelización de los habitantes de Xochimilco y sus pueblos corrió a cargo de los misioneros franciscanos Martín de Valencia, Alfonso Paz, Juan de Nozarmendia y Bernardino de Sahagún, entre otros. Entre 1534 y 1579 fue construido un convento franciscano, que actualmente está asociado a la catedral de Xochimilco.
Felipe II de España elevó a la categoría de ciudad al pueblo de Xochimilco en 1559. De esta forma, Xochimilco fue llamada Noble ciudad de Xochimilco:

Es nuestra merced y voluntad y mandamos que ahora y de aquí en adelante el dicho pueblo de Xochimilco se llame e intitule y pueda llamar e intitular la Noble Ciudad de Xochimilco, y que goce de las preeminencias, prerrogativas e inmunidades que gozan y deben gozar las otras ciudades de las dichas nuestras Indias
Felipe II de España, resolviendo la petición de los habitantes de Xochimilco

La falta de atención de la administración colonial hacia las obras de ingeniería,, que permitieron el florecimiento de la chinampería en el lago de Xochimilco, ocasionó que las sementeras de la región fueran anegadas en 1609 por una crecida del lago. Unos años antes, de 1545 a 1548 y de 1576 a 1581 Xochimilco fue víctima de la epidemia de cocoliztli de 1576, hecho que se repetiría en 1777 en el contexto de la grave crisis demográfica del siglo XVIII en la Nueva España.
Xochimilco mantenía un intenso comercio con la Ciudad de México y también era el paso de las trajineras que se dirigían desde los pueblos más orientales de los lagos hacia la capital novohispana. Como para la mitad del siglo XVI, los lagos del sur del valle habían quedado aislados, la única vía fluvial entre Xochimilco y la capital era el canal de la Viga.

### SiglosXIXyXX

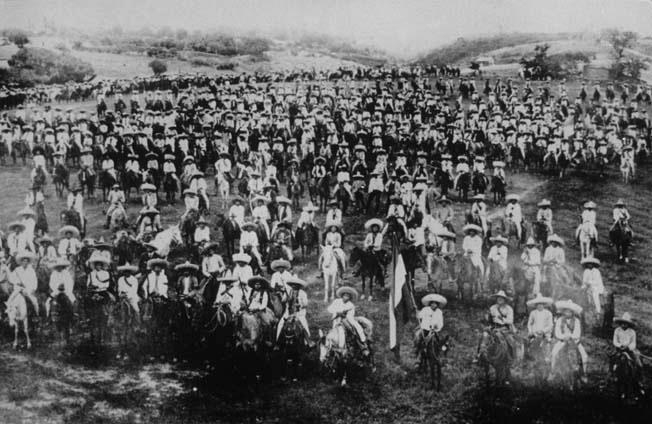
El Ejército Libertador del Sur, encabezado por Emiliano Zapata, llegó a Xochimilco en 1911.

Después de la independencia, Xochimilco pasó a formar parte del estado de México, pero se incorporó al Distrito Federal mediante decreto en la primera mitad del siglo XIX. Su actividad principal seguía siendo la agricultura, cuya producción se transportaba en trajineras desde las chinampas hasta los principales mercados de la Ciudad de México, como La Merced y Jamaica. En 1850 fue inaugurada la primera línea de vapor que prestaba el servicio entre México y Xochimilco, lo que estimuló el tráfico entre ambas localidades. Hasta la introducción del tranvía eléctrico en 1908, la principal forma de trasladarse del sur al centro de la cuenca siguieron siendo las trajineras.
Durante la Revolución mexicana, Xochimilco fue ocupado sucesivamente por grupos de todas las facciones que intervinieron en la guerra. En 1911, los zapatistas penetraron en el territorio del Distrito Federal provenientes del estado de Morelos. Aunque establecieron su cuartel en Milpa Alta, pronto ocuparon varias poblaciones de la municipalidad de Xochimilco, incluida su cabecera, que fue incendiada. En 1913, algunos cadetes del H. Colegio Militar fueron asesinados por fuerzas leales a Victoriano Huerta en el pueblo de San Lucas Xochimanca. El 4 de diciembre de 1914, Emiliano Zapata y Francisco Villa firmaron el Pacto de Xochimilco en una casa habitación localizada frente al mercado principal y ocupada actualmente por una zapatería. Uno de los temas que se trataron en la conferencia entre Villa y Zapata en Xochimilco fue el olvido de la problemática agraria por parte del movimiento constitucionalista de Venustiano Carranza. Uno de los hechos más peculiares durante la confrontación entre el ejército constitucionalista y las tropas zapatistas, que contaban con amplio apoyo entre la población de Xochimilco, se dio cuando el 4 de octubre de 1916 las topas de Emiliano Zapata tomaron el sistema de bombeo de agua ubicado en Xochimilco y que abastecía de agua a la Ciudad de México. Un destacamento del ejército carrancista, enviado por el general Pablo González, se introdujo en las tuberías para atacar por sorpresa a los zapatistas. estos, al enterarse de esta maniobra, abrieron las compuertas de bombeo y eliminaron al destacamento enemigo. Después de la Revolución, varios pueblos originarios de Xochimilco recibieron tierras ejidales o les fueron restituidos sus derechos sobre bienes comunales.
La comunicación fluvial entre Xochimilco y Ciudad de México fue suspendida con la clausura del canal de La Viga y su posterior entubamiento. La explotación de los manantiales redujo también la superficie del lago, de modo que se deterioró la agricultura y el entorno de Xochimilco. La clausura de La Viga implicó el auge de Xochimilco como destino turístico, pues muchos de los antiguos paseantes de las chinampas de Iztacalco encontraron en las chinampas de Xochimilco un ambiente similar. En 1968 fueron construidas algunas obras urbanas como parte del equipamiento de México para la recepción de los juegos olímpicos de ese año. El canal de Cuemanco fue convertido en parte de la Pista Olímpica de Canotaje Virgilio Uribe y en el límite de Xochimilco y Tlalpan se construyó el Anillo Periférico, una de las primeras vías rápidas de la capital mexicana. La conurbación física de Xochimilco a Ciudad de México ocurrió tardíamente, en las últimas tres décadas del siglo XX.
La zona de chinampas de Xochimilco fue declarada patrimonio de la humanidad en 1987. Desde entonces ha habido cierto interés en rescatar el entorno ecológico de la zona lacustre. En 1989 se inició un proyecto ambicioso que fue modificado por la resistencia de los xochimilcas.

## Política y gobierno

### Gobierno
Xochimilco es una de las 16 alcaldías políticas de Ciudad de México desde la promulgación de la Ley Orgánica del Distrito Federal decretada por el presidente Luis Echeverría Álvarez en 1970. De acuerdo con esa ley, las delegaciones eran entidades administrativas territoriales dependientes directamente del Departamento del Distrito Federal (DDF). El gobierno del Distrito Federal era ejercido en ese tiempo por el Jefe del Departamento del Distrito Federal, que tenía la facultad de nombrar a los 16 delegados políticos.
En las elecciones locales de 2000, los xochimilcas eligieron a su jefe delegacional. Esto quiere decir que eligieron a su gobierno local por primera vez desde la supresión de las municipalidades en el Distrito Federal en 1928. En esas elecciones resultó elegido Juan González Romero, abanderado del Partido de la Revolución Democrática (PRD). Manuel González González ocupa la jefatura delegacional en el período 2009-2012. Posteriormente fue elegido el Ing. Miguel Ángel Cámara Arango del Partido de la Revolución Democrática. Anteriormente fungió como delegado Avelino Méndez Rangel de Movimiento Regeneración Nacional por primera vez, derrocando a la bancada perredista. Actualmente, desde el 2018, se eligió al primer alcalde de la entidad, a José Carlos Acosta Ruíz, también del partido MORENA.
A diferencia de otras delegaciones políticas en el Distrito Federal, la estructura delegacional está conformada por 14 pueblos, 18 barrios y 15 colonias, cada una perteneciente a su vez a alguno de los barrios o pueblos. Cada pueblo tiene a su vez sus autoridades locales, residentes del mismo pueblo y están agrupadas en coordinaciones territoriales, organismos desconcentrados del gobierno delegacional. Estas autoridades son electas por los habitantes del barrio o pueblo correspondiente a través de elecciones locales durando un máximo de 3 años en el cargo.

### Representación popular
Xochimilco es representado en la Asamblea Legislativa del Distrito Federal por dos diputados de mayoría relativa, correspondientes a los distritos electorales locales XXXVI y XXXIX. En las elecciones locales de 2009 resultaron elegidos los candidatos del izquierdista Partido de la Revolución Democrática (PRD). Para representarlos en el Congreso de la Unión, los xochimilcas eligen a dos diputados por principio de mayoría relativa, que corresponden a los distritos electorales federales XXV con cabecera en Iztapalapa, y XXI que abarca la mayor parte de Xochimilco y todo el territorio de Milpa Alta. Ambos distritos fueron ganados en 2009 por el PRD.

### Delegados
- Estefanía Chávez Barragán  (1997-2000)

### Jefes Delegacionales
- Juan González Romero  (2000-2003)
- Faustino Soto Ramos  (2003-2006)
- Adolfo Uriel González Monzón    (2006-2009)
- Manuel González González  (2009-2012)
- Miguel Ángel Cámara Arango    (2012-2015)
- Avelino Méndez Rangel  (2015-2018)

### Alcaldes
- José Carlos Acosta Ruiz   (2018-2024)
- Circe Camacho Bastida    (2024 -)

### Relaciones Internacionales

#### Hermanamientos
La ciudad de Xochimilco tiene Hermanamientos con las 36 ciudades alrededor del mundo
1. Miguel Hidalgo, México (1999)[48]
2. Venecia, Italia (2006)[49]
3. Zacatecas, México (2011)[50]
4. Oaxaca, México (2012)[51][52][53]
5. San Francisco de Campeche, México (2012)[54]
6. Guanajuato, México (2012)[54]
7. Morelia, México (2012)[54]
8. Puebla de Zaragoza, México (2012)[54]
9. Santiago de Querétaro, México (2012)[54]
10. San Miguel de Allende, México (2012)[54]
11. Tlacotalpan, México (2012)[54]
12. Valparaíso, Chile (2013)[55][56][57][58][59][60]
13. Zacatepec, México (2013)[61][62]
14. Tlayacapan, México (2013)[63]
15. Jojutla de Juárez, México (2013)[64]
16. Tecuala, México (2013)[65]
17. Tetla, México (2016)[66][67][68][69]
18. Terrenate, México (2016)[66]
19. Tlaxco, México (2016)[66]
20. Valladolid, México (2016)[70]
21. Acolman, México (2019)[71]
22. Tlaxcala, México (2020)[72][73]
23. Iguala de la Independencia, México (2023)[74][75]

#### Convenios
La ciudad de Xochimilco tiene Convenios con las 36 ciudades alrededor del mundo
1. Nextlalpan, México (2016)[76]
2. Cuauhtémoc, México (2019)[77]
3. Tláhuac, México (2017)[78][79][80]
4. Azcapotzalco, México (2017)[78]
5. Miguel Hidalgo, México (2017)[78]
6. Morelia, México (2019)[81]
7. Chignahuapan, México (2019)[82]
8. Ixtapalapa, México (2022)[79][80]
9. Milpa Alta, México (2022)[79][80]
10. Gustavo A. Madero, México (2022)[79][80]
11. Venustiano Carranza, México (2022)[79][80]
12. Iztacalco, México (2022)[79][80]
13. Chimalhuacán, México (2022)[79][80]
14. Valle de Chalco, México (2022)[79][80]
15. Ixtapaluca, México (2022)[79][80]
16. Texcoco, México (2022)[79][80]
17. Chalco, México (2022)[79][80]

#### Intercambios Culturales
1. Hunan, China (2019)[83]

## Equipamientos y servicios públicos

### Vialidad
Debido a su tardía incorporación a la zona urbana, así como a sus particulares características topográficas, la delegación posee una complicada red de vialidades. En el norte, el límite con Tlalpan es señalado por el Anillo Periférico de la Ciudad de México, que se prolonga hasta el Canal de Chalco en el límite con Iztapalapa. Las principales vías de acceso a la delegación la constituyen la avenida División del Norte y la calzada México-Xochimilco. La primera de ellas comienza en el centro de la ciudad, y sigue hacia el sureste hasta el puente de Vaqueritos—que antes de la construcción del segundo nivel del Periférico era el puente vehicular más largo de la ciudad con 1,1 kilómetros de longitud. De ahí, se interna en territorio xochimilcas hasta la cabecera delegacional, de donde sigue con diversas ramificaciones hacia los pueblos de Tulyehualco, en el oriente, o rumbo a Oaxtepec, en el estado de Morelos, pasando por Milpa Alta. Por otra parte, la calzada México-Xochimilco comienza en Huipulco, cerca del estadio Azteca, y se interna en la delegación Xochimilco por Santa María Tepepan. También llega hasta la cabecera delegacional, aunque algunas de sus ramificaciones hacia el sur atraviesan los pueblos de Tepalcatlalpan y San Lucas Xochimanca.
Desde 2006 se ha retomado la construcción del Eje Troncal Metropolitano, que comunicará a Xochimilco con Atzacoalco, en el norte del Distrito Federal. Como parte del proyecto se han construido varios puentes vehiculares que han convertido al Eje 3 Oriente en una vía rápida, pero ninguna de estas obras se ha realizado en Xochimilco.
Los pobladores de la delegación suelen cerrar las calles principales impidiendo el paso principalmente en el centro de Xochimilco y San Gregorio.

### Transporte y comunicaciones

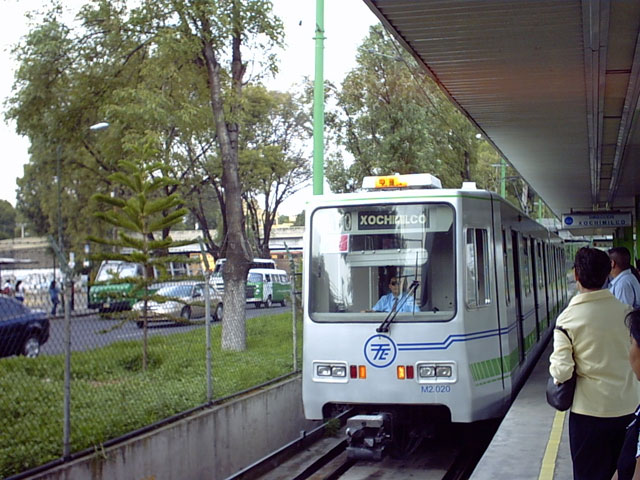
Estación del Tren ligero de la Ciudad de México.

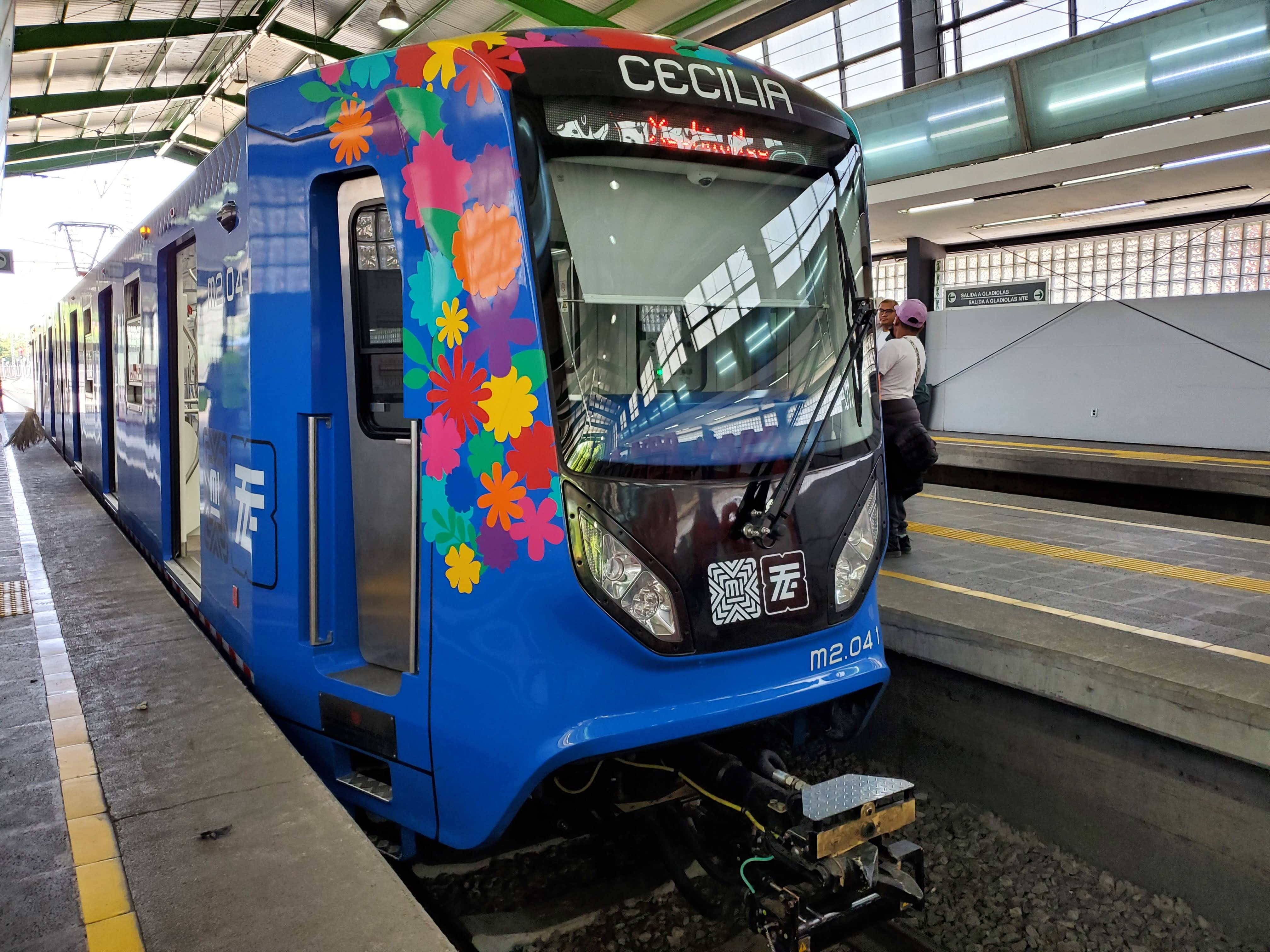
Nuevo Tren ligero

El transporte entre Xochimilco y el resto de la Ciudad de México es principalmente por medio de autobuses. Estos pertenecen a numerosas rutas concesionadas a particulares o a la empresa para estatal conocida como Sistema de Transporte Público, dependiente del Gobierno del Distrito Federal. El costo de un viaje sin límite de distancia en los autobuses de la para estatal es de cinco pesos con cincuenta centavos pesos mexicanos, es decir, aproximadamente 29 centavos de dólar estadounidense (depentiendo su variación). La tarifa en las rutas concesionadas oscila entre 4,00 MX$ (pesos mexicanos) y 5,50 MX$, dependiendo de la hora y la longitud del recorrido. Las principales rutas de autobuses urbanos comunican la cabecera delegacional con el centro histórico de la Ciudad de México, a través de la calzada de Tlalpan; o bien, a Xochimilco con los pueblos de la sierra y Milpa Alta.
Xochimilco cuenta además con varias estaciones del Tren ligero. Se trata de una línea de tranvías dependiente de la para estatal Sistema de Transportes Eléctricos de la Ciudad de México (STE). Su terminal norte se encuentra a un lado de la terminal Tasqueña de la línea 2 del metro y llega hasta el centro de Xochimilco, cerca de la catedral. El costo de un pasaje es de 3,00 MX$ (0,15 USD aproximadamente).
También existe un autobús particular el cual se encarga de transportar pasajeros, en su mayoría universitarios de la UNAM con ruta de Xochimilco a Ciudad Universitaria y que tiene un costo de 13,00 MX$ (0,94 USD).La ubicación de la parada principal de estos autobuses, está a un costado del embarcadero "Fernando Celada" ubicado en la calle Guadalupe I.
A partir del mes de abril de 2013 se cambió el sistema de cobranza de boleto a tarjeta, con un costo de 10 pesos mexicanos; la cual se recarga en todas las estaciones por la cantidad que el usuario desee. Dicha tarjeta (tarjeta de movilidad integrada) también se usa para el transporte colectivo metro de la Ciudad de México 
Microbuses de la Secretaría de Movilidad de Ciudad de México
Ruta 93: Xochimilco - San Pablo Oztotepec,
Ruta 100: Xochimilco - San Pablo Oztotepec, por Tren Ligero,
Ruta 76 Xochimilco - Santa Cecilia Tepetlapa, por San Mateo Xalpa y San Bartolomé Xicomulco,
por San Lorenzo Atemoaya,

### Oferta educativa
Xochimilco cuenta con 108 escuelas, solo existe una institución de educación superior universitaria en la delegación. Se trata de la Facultad de Artes y Diseño (FAD) establecida en un terreno donado por Dolores Olmedo Patiño en el pueblo de Santiago Tepalcatlalpan. La FAD pertenece a la Universidad Nacional Autónoma de México (UNAM), y ofrece dos licenciaturas (en Artes Visuales y Diseño y Comunicación Visual) y están por definirse una tercera una y cuarta (Cinematografía y Arte y Diseño)así como un posgrado sobre Arte y Diseño. La Unidad Xochimilco de la Universidad Autónoma Metropolitana (UAM-X) pertenece a Coyoacán, aunque se encuentra en el límite entre esa delegación, Tlalpan y Xochimilco.
En lo que respecta al ciclo de educación media superior, en Xochimilco se ubica: 
Preparatorias nacionales de la Universidad Nacional Autónoma de México (UNAM) Escuela Nacional Preparatoria:
- Escuela Nacional Preparatoria Plantel 1 "Gabino Barreda"[88]

Preparatorias públicas del Instituto de Educación Media Superior del Distrito Federal (IEMS):
- Escuela Preparatoria Xochimilco "Bernardino de Sahagún"

Escuelas Secundarias
- Secundaria General n.º 36 "Cuauhtemoc"

Así como un plantel del Instituto de Educación Media Superior del DF, uno del colegio de Bachilleres, dos del Colegio Nacional de Educación Profesional Técnica (Conalep). Y los Centros de Estudios Tecnológicos Industrial y de Servicios (CETIS) 39 y 49, ambos ubicados en Tepepan. También escuelas secundarias, primarias y jardines de niños.
El colegio alemán Alexander von Humboldt tiene dos planteles del Campus Sur (Campus Süd) (formerly Campus Xochimilco) en el distrito. El Plantel Tepepan in Colonia Tepepan tiene el kindergarten y la escuela primaria y el Plantel La Noria en Colonia Huichapan (La Noria) tiene la escuela secundaria y preparatoria.

### Servicios de salud
En el año 2000, Xochimilco tenía una población total de 369 787 personas. De ellas, más de 190 000 no eran derechohabientes de ninguna institución sanitaria. El Instituto Mexicano del Seguro Social (IMSS) no tiene presencia en la delegación, y el Instituto de Seguridad y Servicios Sociales para los Trabajadores al Servicio del Estado (ISSSTE) solo cuenta con una clínica de medicina general. 
Los servicios de Salud IMSS-Bienestar operan dos establecimientos de segundo nivel en la demarcación: El Hospital Materno Pediátrico de Xochimilcodispone de una unidad especializada en cuidados neonatales, que ha contribuido significativamente a la reducción de la mortalidad neonatal mediante la atención integral de recién nacidos con patologías diversas. Además, esta institución proporciona de manera gratuita inmunizaciones específicas a mujeres postparto con factor Rh negativo, con el objetivo de prevenir la enfermedad hemolítica del recién nacido (EHRN) causada por la incompatibilidad Rh en gestaciones subsecuentes.También cuenta con atención espacializada para niños quemados, para lo cual en julio de 2010 fue inaugurada una unidad especializada por el entonces jefe de Gobierno del Distrito Federal Marcelo Ebrard, el entonces  secretario de salud del Distrito Federal Armando Ahued y la señora Virginia Sendel presidenta de la fundaciòn Michou y Mao. IMSS-Bienestar también opera  la Clínica Hospital de Especialidades Toxicologicas Xochimilco  dedicada primordialemente a la atención de intoxicaciones agudas por sustancias de abuso, por animales de ponzoña y accidentales así como un servicio de atención adictologica. Finalmente cuenta con trece centros de salud, repartidos en todo el territorio.  En las unidades de esta institución la atención es gratuita para personas sin afiliacion a las instituciones de seguridad social.   Todos estos servicios fueron transferidos de la Secretaria de Salud de la Ciudad de México y de los Servicios de Salud Pública de la Ciudad de México al nuevo organismo público federal el 1 de julio de 2024.
El DIF( Desarrollo Integral de la Familia) C.D.C. Xochimilco es parte de los servicios de salud que presenta esta delegación, ubicado en Plan de Muyuguarda s/n, Barrio 18, presta sus servicios desde el 5 de enero de 2009, ofrece atención médica básica como consulta general, dental, psicológica, Unidad Médica de Rehabilitación, cuenta con personal conformado por dos médicos generales, tres dentistas, dos psicólogos, tres terapeutas, trabajadora social y con una farmacia que da medicamentos con hoja de gratuidad.

### Servicios culturales

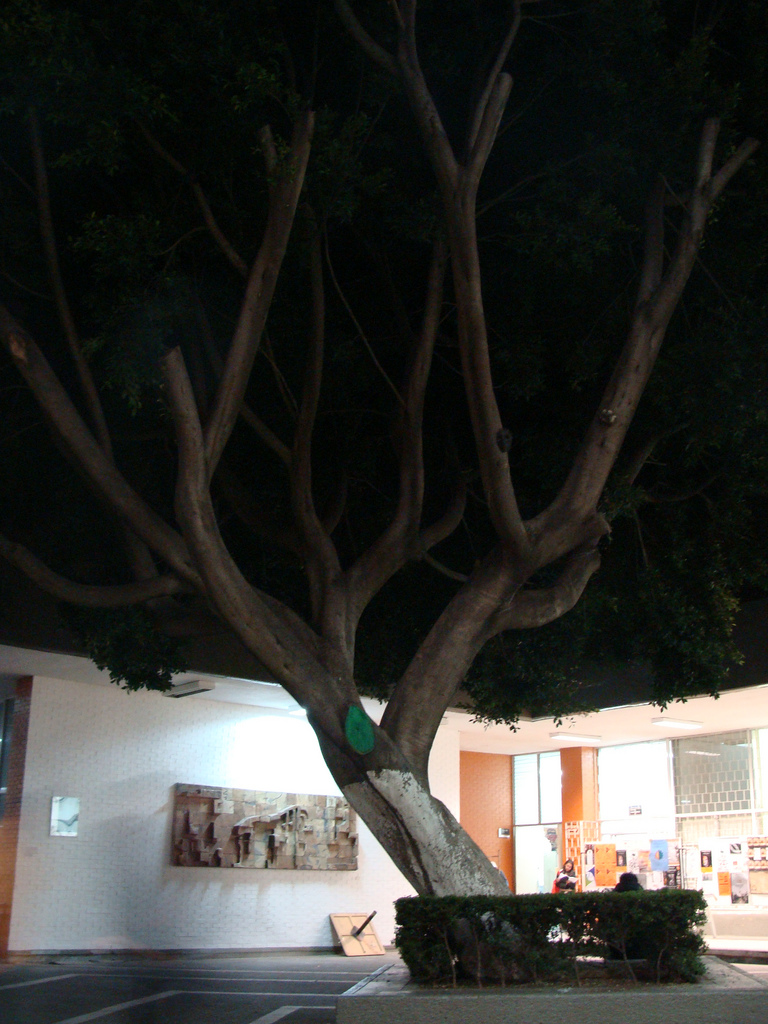
Vista nocturna de un patio de la Facultad de Artes y Diseño, antes Escuela Nacional de Artes Plásticas, en Santiago Tepalcatlalpan.

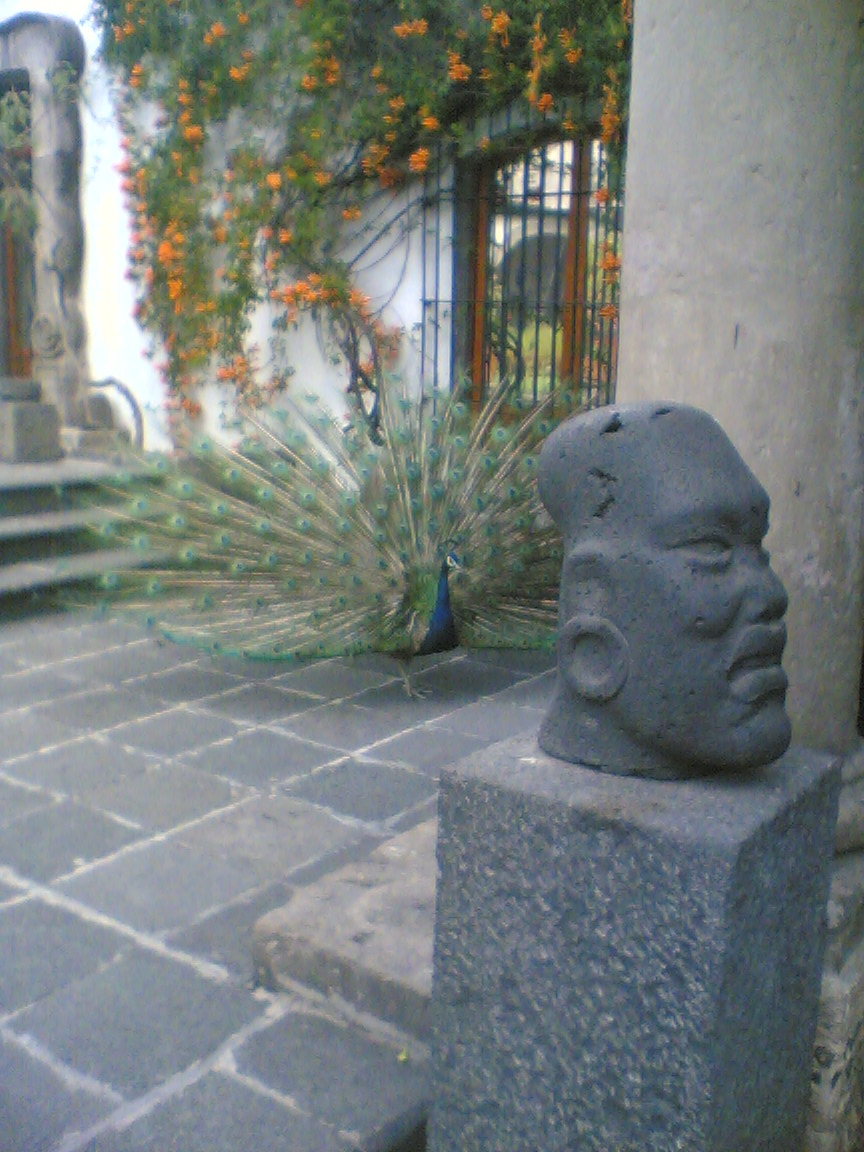
Interior del Museo Dolores Olmedo Patiño, en La Noria.

La alcaldía administra una decena de foros culturales públicos, entre centros culturales y casas de la cultura. Cuenta con veinte bibliotecas públicas, de las cuales la mayor es la Biblioteca Central Delegacional, ubicada en el centro histórico de Xochimilco. Las escuelas públicas pertenecientes a la UNAM también cuentan con bibliotecas abiertas a toda la población, aunque en el caso de la biblioteca de la Facultad de Artes y Diseño (antes ENAP) se trata de una biblioteca especializada en temas de arte y diseño.
En el pueblo Santa Cruz Acalpixca se encuentra el Museo Arqueológico de Xochimilco que alberga una colección de objetos relacionados con el centro ceremonial de Cuauhilama. Este museo  ocupa un edificio porfiriano rodeado de jardines, y a la orilla del Acalote de Santa Cruz, donde se encontraba el "ojo de agua" o manantial. Las obras se iniciaron el 23 de septiembre de 1974. El edificio reconstruido fue entregado el día 4 de noviembre de 1985, inaugurándose como museo el 21 de noviembre del mismo año. La museografía se inició con 2441 piezas de barro y piedra según el inventario.
Al penetrar al museo encontramos al lado derecho de la entrada, en el jardín, a la piedra de Tetitla, que representa la danza de la primavera; sigue la dalia o cocoxóchitl, conocida como firma de los talladores de piedras o escultores naturales de Xochimilco.
Xochimilco posee vestigios históricos descubiertos, algunos ocultos otros. Tiene una gran variedad de piezas labradas en piedra. Las piezas arqueológicas de barro rojo asomaban como desperdicios o tepalcates en las orillas de las chinampas, el oleaje de las canoas; los molcajetes con "patas" en forma de cabezas de serpientes, cabecitas de ídolos, ranas, platos u ollas llenas de cenizas.
Labrados en piedra se han encontrado círculos estelares con figuras geométricas, figuras de animales entre otras, ajolotes, peces, lagartos, conejos, serpientes, pedestales, escudos, flechas y bustos de dioses.
Fueron encontrados restos de animales prehistóricos encontrados por obras del drenaje profundo.
Desde el mes de junio de 1965 empezó a exponerse al público, en casas particulares, esa importante colección histórica
Ahí también se encuentra la Xoloxóchitl o magnolia, flor simbólica de belleza, la flor del corazón.
Consta de dos vitrinas, donde se exhiben dos de introducción a la prehistoria, con restos de mamuts y grafitos. Una vitrina es del preclásico, y la siguiente de la cultura Teotihuacana y otra con cerámica; otras más contienen cráneos deformados.
Hay esculturas de guerreros, animales y un Tlaclitil o juego de pelota. También se admira el lienzo de Tzoqititlan o lienzo de Xochimilco, hallada en el departamento de códices del Museo de Antropología e Historia en 1978.
En la sala dos, pedestal uno, pueden admirarse seis animales, un pescado, un océlotl, un conejo, un perro, serpiente y un pelicano.
El pedestal dos lo forman monolitos de personajes y mujeres diosas, como entéotl, diosa del maíz, en piedra granítica de color blanquecino, localizado en la Noria, cuyo cerro de Xilotepec recuerda a la diosa Xilonen, o diosa del maíz tierno.
El pedestal tres tiene elementos arquitectónicos que formaron parte de construcciones oficiales y privadas.
Otra de las principales atracciones en Xochimilco son las posadas que se realizan en los domicilios de los mayordomos y los posaderos, las principales son en honor al Niñopa, al Niño del barrio de Belén y al Niño del barrio de Xaltocan.
Todas estas fiestas tienen una elaborada organización que va desde la misa en la mañana para el Niño Dios, acompañándolo con música y cohetes, la comida que ofrecen los posaderos a la gente que llega durante el día, la salida a la casa del mayordomo con el baile de los chinelos hasta la recepción de los peregrinos, todo esto en un ambiente de gran alegría que enmarca una de las tradiciones más grandes en el Distrito Federal.
También se puede visitar varios pueblos que son rurales como San Francisco donde se encuentran ranchos con animales y gente que aún va cabalgando con sus caballos o burros.
San Isidro donde se puede encontrar el cerro de la virgen donde cuenta la leyenda que ahí cayó un rayo en una piedra aproximadamente de metro y medio, donde se formó una virgen donde varias personas van a visitarla y el día más visitado es el 12 de diciembre donde le rezan y cantan.
La Casa del Cacique Apochquiyahuatzin y la Casa del Arte también son dignas de observarse. La primera se encuentra en la esquina de Guerrero y Morelos; fue construida en dos niveles y se afirma que perteneció a un cacique indígena bautizado como Luis Cortés Zerón de Alvarado. A principios del siglo XX se instaló ahí el monte Pío que desapareció en 1936, y desde entonces fue ocupada por una farmacia, un consultorio y como casa habitación de la familia Amaya. Si te fijas en el remate de su esquina verás un llamativo nicho en forma de concha marina, como se usaba en la época colonial. Al lado de este inmueble se halla la Casa del Arte; la puedes identificar por su portón y tres ventanas con balcones en la fachada. A través de su amplio patio interior se tiene acceso al archivo histórico y a la hemeroteca, donde podrás consultar numerosos documentos relativos al pasado de Xochimilco.

De gran importancia por su colección es el Museo Dolores Olmedo Patiño, ubicado en La Noria. Este museo cuenta con una colección de obras de Diego Rivera —de quien Dolores Olmedo fuera modelo— y Frida Kahlo. Además de este acervo, el museo es interesante por su arquitectura decimonónica y es conocido porque en sus patios pasean pavos reales y xoloitzcuintles. Cerca de este museo se localiza el Foro Carlos Pellicer, que sirve de escenario para obras de teatro. La FAD también cuenta con una galería de arte en la que se exhibe obra de artistas plásticos, este espacio está abierto a todo el público.
El espectáculo de La leyenda de la Llorona, surge con el objetivo de difundir las riquezas naturales de Xochimilco, contribuir al rescate, preservación e integridad cultural, artística e histórica, creando un espectáculo de música, danza y teatro es un viaje místico que se presenta sobre un escenario natural de canales y chinampas espectáculo de primer nivel, donde actúan danzantes y músicos profesionales el cual se realiza anualmente en la temporada de vísperas de día de muertos una tradición mexicana que se celebra cada 1 y 2 de noviembre.

## Demografía

### Dinámica de población
Al iniciar el siglo XX, la cabecera de Xochimilco tenía una población de 10 712 personas. De acuerdo con el II Conteo de Población realizado por el INEGI en 2005, 404 458 personas en vivían en el territorio de la delegación. De ellos, 204 646 eran hombres y 199 812 eran mujeres.
La población de Xochimilco ha venido multiplicándose. En el primer año censal, la delegación contaba con menos de cincuenta mil habitantes. En el último conteo de población realizado por INEGI en el año 2005, ya superaba los 400 000 habitantes. La población de Xochimilco se concentra en una franja que atraviesa la delegación por el centro, y tiende a dispersarse hacia el sur, donde el pueblo de San Francisco Tlalnepantla sigue sin conurbarse físicamente a la Ciudad de México.
La tasa de crecimiento de la población de Xochimilco es una de las más elevadas de la Ciudad de México. Se ha convertido en el destino de movimientos de población que provienen ya de otras delegaciones (especialmente las delegaciones centrales de la capital), ya de otros estados de la república. Los nuevos habitantes de la delegación son atraídos por la disponibilidad de suelo baldío, que ha colocado a Xochimilco como una especie de reserva territorial de la Ciudad de México. Sin embargo, la mayor parte de la tierra disponible pertenece a zonas de reserva ecológica, como son los ejidos de Xochimilco y San Gregorio Atlapulco; o bien, la falda de la serranía sureña de la delegación. En la sierra se han establecido nuevas colonias populares en zonas de alto riesgo, que se ven amenazadas por los deslaves de los cerros en temporada de lluvia.

### Indicadores demográficos
- Índice de desarrollo humano (IDH): Xochimilco tiene uno de los índices de desarrollo humano más bajos en el Distrito Federal, aunque a pesar de ello, no cae del nivel de desarrollo humano alto. Su coeficiente en el año 2004 fue de 0,8422, que lo coloca en el lugar 13 de 16 delegaciones que integran la capital de México.[99] en 2003, el IDH para el Distrito Federal fue de 0,8837.[100]
- Marginación: Xochimilco es también una de las delegaciones más marginadas en la Ciudad de México. Sin embargo, este no es un fenómeno uniforme en su territorio. En el noroeste, en el límite con Tlalpan y Coyoacán se localizan fraccionamientos de reciente creación que poseen todos los servicios urbanos. Su población es predominantemente de clase media, tanto por los niveles de escolaridad como por el ingreso. Pero en los pueblos chinamperos, y especialmente en las colonias populares de la sierra existen amplias zonas donde escasea el agua potable, no hay pavimentación y los servicios sociales son insuficientes. Esta situación se ve agudizada por la distancia con respecto al núcleo de la Ciudad de México.[101]
- Alfabetismo: de una población mayor de 15 años de 256 125 individuos en el año 2000, solo 246 238 de ellos sabían leer y escribir. Esto representa el 96,13 % de la población. Con este índice, Xochimilco se encuentra muy cerca del promedio capitalino, que en el mismo censo fue de 97 por ciento. La prevalencia de analfabetismo es mayor entre las mujeres que entre los hombres. 6640 mujeres xochimilcas mayores de quince años no sabían leer ni escribir, en tanto que solo 3004 hombres se encontraban en la misma situación.

De la población alfabetizada, el 68 % tenía algún tipo de instrucción posterior al nivel primario. Esto quiere decir que estudiaron aunque fuera solo un año de educación secundaria o poseen algún posgrado universitario. De este porcentaje, más de la mitad tenían instrucción en los niveles medio superior (bachillerato) y superior (grado universitario). Según los datos del INEGI, las mujeres que han llegado a este nivel muestran preferencia por carreras del área administrativa y de la comunicación, en tanto que los hombres se inclinan por las ramas tecnológicas.
- Lenguas indígenas: en México, los censos de población solo contemplan en sus conteos de hablantes de lenguas indígenas a los individuos mayores de cinco años. Xochimilco es la tercera delegación con mayor presencia de hablantes de lenguas indígenas en el Distrito Federal. Constituyen más del dos por ciento de su población, es decir, unas ocho mil personas.[102] La lengua con mayor presencia en Xochimilco es el náhuatl, hablado en varios de sus pueblos. Le siguen el mixteco, el otomí y varias otras lenguas cuyas comunidades lingüísticas son bastante reducidas.[103]

## Patrimonio cultural
Para proteger el patrimonio de los pueblos lacustres, el 4 de diciembre de 1986 se delimitó mediante decreto del presidente Miguel de la Madrid un polígono conocido como Zona de Monumentos Históricos de Xochimilco, Tláhuac y Milpa Alta. Esta zona tiene una superficie de 89,65 km² y comprende un gran número de edificios anteriores al siglo XIX que se encuentran en los pueblos alrededor de los antiguos lagos de Xochimilco y Chalco.

#### Declaratoria de Patrimonio Cultural de la Humanidad
El 11 de diciembre de 1987, Xochimilco, en conjunto con el Centro Histórico de la Ciudad de México, fue declarado Patrimonio de la Humanidad por la UNESCO. Esta distinción reconoce su valor excepcional como testimonio vivo de la cultura lacustre del Valle de México, destacando su sistema de chinampas, canales y tradiciones agrícolas ancestrales.

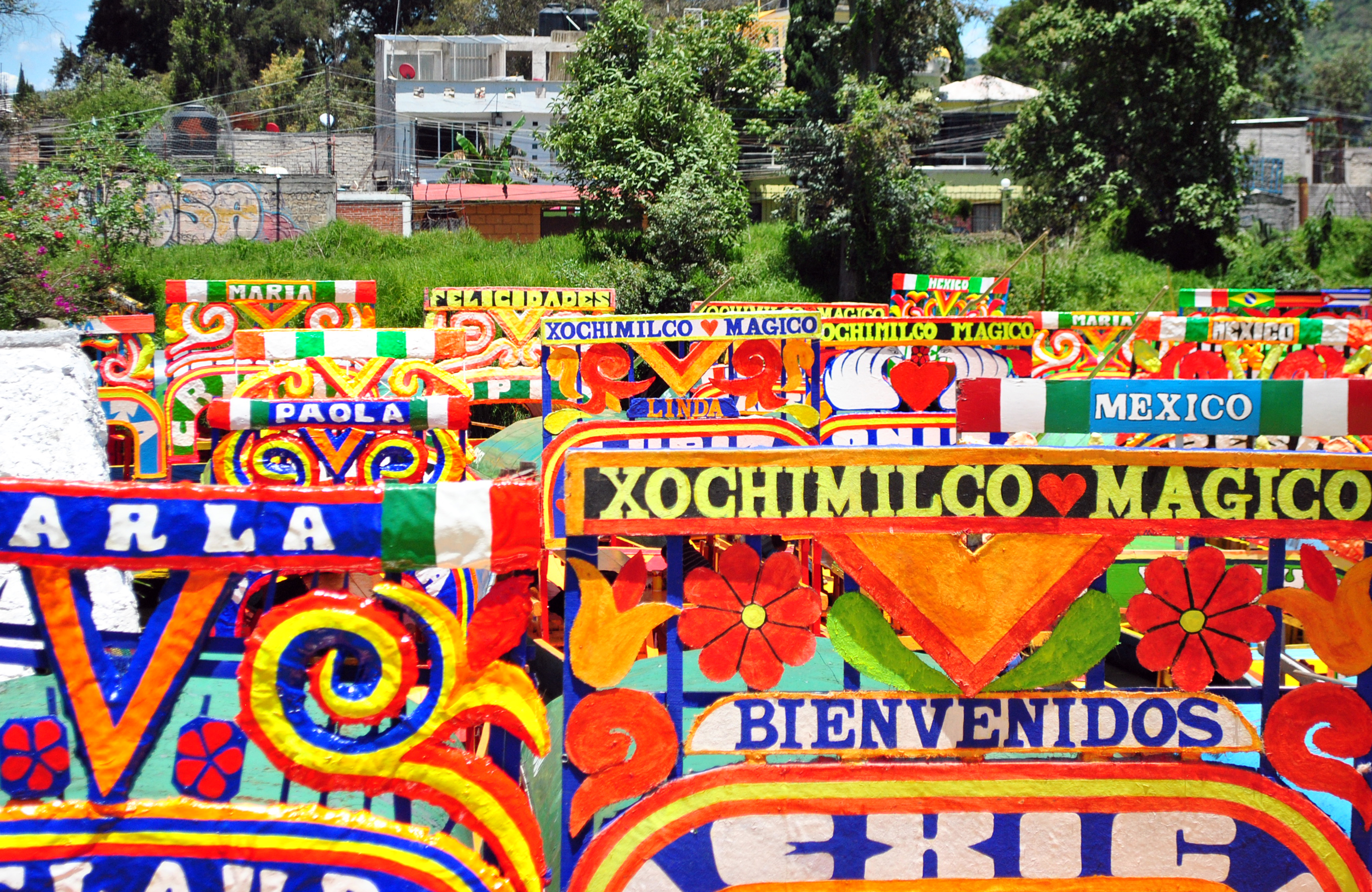
Trajineras en un embarcadero.

El área contemplada en dicha declaratoria corresponde a terrenos pertenecientes a los ejidos de Xochimilco y San Gregorio Atlapulco, y comparte la declaración con el centro histórico de Ciudad de México. De acuerdo con la declaratoria, las chinampas de Xochimilco son un ejemplo excepcional del trabajo de sus antiguos habitantes para construir su hábitat en un territorio poco favorable. Al momento de la emisión de la declaratoria, los límites del área considerada patrimonio de la humanidad eran imprecisos, pues el documento solo contemplaba "los canales". En 2006 se delimitó oficialmente el terreno sujeto a conservación. Esta poligonal comprende no solo la chinampería de Xochimilco, Tlaxialtemalco y Atlapulco, sino el centro histórico de la delegación, las chinampas de Tláhuac y Míxquic, los humedales de Tláhuac, la laguna del Toro, Cuauhilama y Ciénega Chica. Aún frente a problemas territoriales como la dinámica de cambio de uso de suelo, la contaminación de los canales, las especies exóticas que habitan los canales (Carpas y mojarras) y los asentamientos irregulares dentro de la zona chinampera, la agricultura de chinampas se sigue practicando en la zona y los productos que aquí se cultivan constituyen una fuente sustentable de alimentos para Ciudad de México. Un fenómeno recientemente documentado, indica que muchas de las chinampas han sido sustituidas por invernaderos de plástico en los cuales se ha orientado la producción a las especies ornamentales como la Nochebuena y Tulipanes, además se ha encontrado una fuerte relación entre esta actividad y la deforestación de los árboles nativos, Ahuejotes Salix bonplandiana y cierre de canales, extinguiendo así de forma definitiva el tradicional paisaje chinampero y los servicios ecosistémicos que esta importante zona provee a los habitantes de Ciudad de México.

### Criterios de inscripción
La inscripción de Xochimilco en la Lista del Patrimonio de la Humanidad se basó en los siguientes criterios:
- Criterio (ii): Ejemplo de intercambio de valores humanos en el desarrollo de la arquitectura, urbanismo y arte desde el siglo XIV hasta el XIX.
- Criterio (iii): Testimonio excepcional de la civilización mexica, especialmente a través del sistema agrícola de chinampas.
- Criterio (iv): Conjunto sobresaliente que ilustra un tipo de asentamiento humano tradicional y una forma de uso del suelo representativa de una cultura desaparecida.
- Criterio (v): Paisaje cultural y ecológico vulnerable que muestra las interacciones entre humanos y el medio lacustre del Valle de México.[109]

### Importancia cultural y ecológica
Xochimilco es un testimonio viviente de la cultura agrícola lacustre que predominó en la cuenca del Valle de México antes de la conquista española. El sistema de chinampas —islas artificiales construidas sobre cuerpos de agua— sigue en uso, y constituye una forma de agricultura sostenible única en el mundo. Su biodiversidad, prácticas culturales y estructuras hidráulicas tradicionales lo convierten en un espacio valioso para la conservación y el estudio ecológico.

### Desafíos actuales
Pese a su reconocimiento internacional, Xochimilco enfrenta amenazas como la expansión urbana descontrolada, la contaminación de sus canales, el turismo no regulado y el abandono de técnicas agrícolas tradicionales. Estas problemáticas han generado preocupaciones sobre su permanencia en la lista del Patrimonio Mundial.

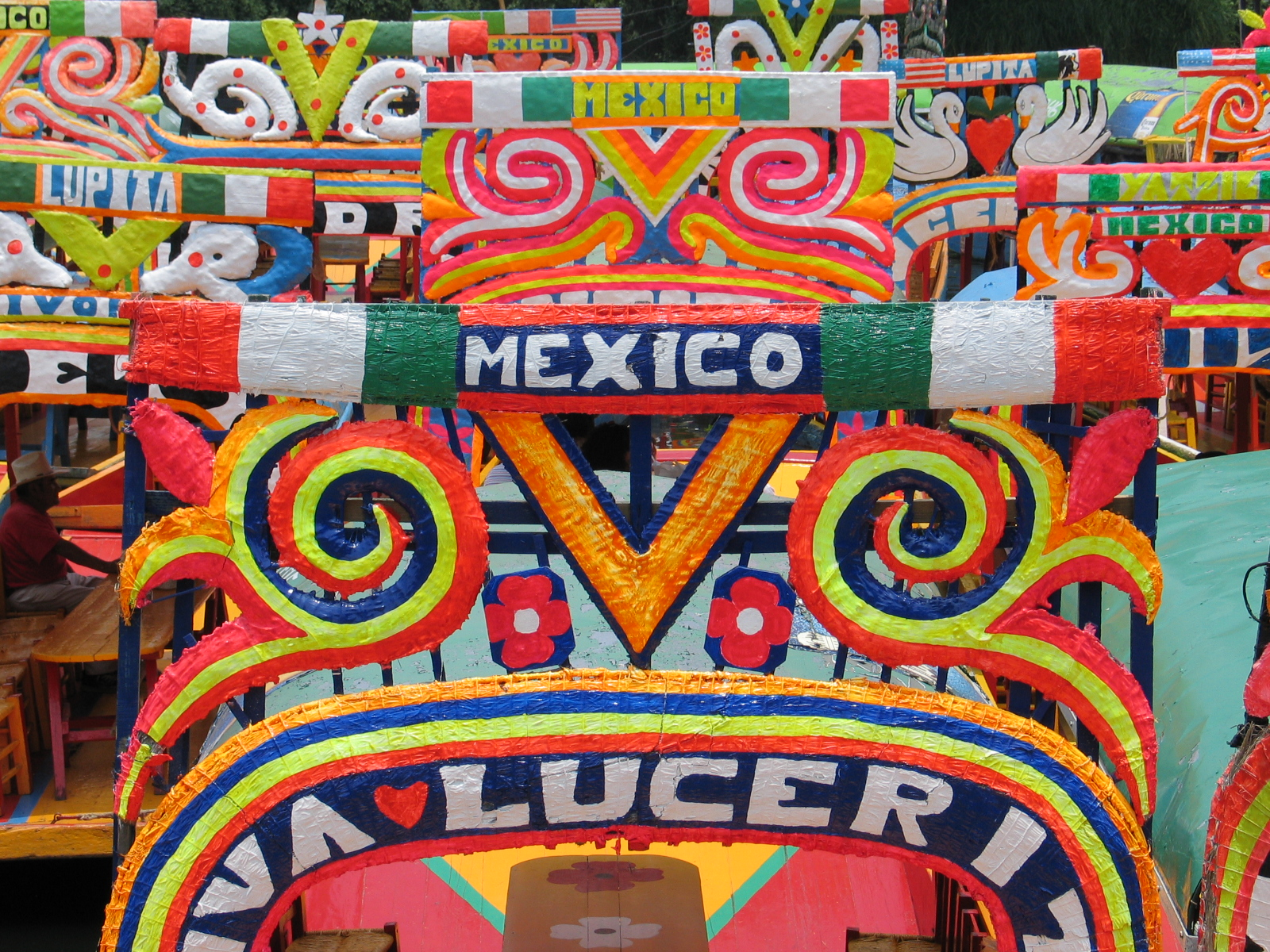
Coloridas trajineras.

La conservación de las chinampas está amenazada por varios factores, entre estos: la extracción de agua para consumo humano, el cambio de uso de suelo, la introducción de sistemas industrializados para la producción agrícola y una gestión poco efectiva de la zona de conservación. El proceso de extracción de agua del subsuelo comenzó a principios del siglo XX cuando Porfirio Díaz ordenó la construcción del acueducto que extraía agua de los principales manantiales de San Luis Tlaxialtemalco y Xochimilco dirigiéndola hasta Ciudad de México. Todavía se puede observar el acueducto que llevaba el agua, este se encuentra en la calle División del Norte y pasa justo frente al museo del automóvil. Actualmente se continua extrayendo agua del subsuelo de la zona de Xochimilco, a través de pozos que explotan los acuíferos subterráneos de la zona lacustre. La deficiencia del sistema de esclusas y diques, aunada a la reducción del caudal de agua tratada proveniente del cerro de la Estrella y San Luis Tlaxialtemalco han provocado una disminución del nivel de agua en los canales. En 2005, se calculaba que de continuar esta situación, las chinampas serían perdidas en un plazo no mayor a cincuenta años. La conversión del sistema chinampero a otras formas de agricultura o el desarrollo de zonas habitacionales pone en riesgo la fauna y flora que aún habita en la zona, entre estos el ajolote, animal endémico de Xochimilco.

### Tradiciones
Día de muertos en Xochimilco.
En Xochimilco la tradición del Día de Muertos se mantiene arraigada entre sus habitantes, los cementerios de cada uno de los pueblos de la delegación reciben a miles de personas.
los familiares visitaron los panteones para esperar la llegada, según la creencia popular, de sus fieles difuntos, adornaron las tumbas con flores, velas y globos, para velar toda la noche.
En los panteones de los pueblos de San Gregorio y Xilotepec, la gente llegó desde el 31 de octubre para velar a sus niños, y del 1 de noviembre al 2, esperaron a los amigos, abuelos, padres, hijos, que partieron antes y que esos días rondan por la Ciudad de México.
En Xochimilco la tradición del Día de Muertos se mantiene arraigada entre sus habitantes, los cementerios de cada uno de los pueblos de la delegación reciben a miles de personas que visitan las tumbas de sus seres queridos.
Es una tradición que ha sido heredada por generaciones y ha perdurado hasta la actualidad con incorporaciones de otras culturas y prácticas, pero el fin es el mismo: recordar a los muertos con ofrendas y flores, así como mantener la costumbre.
En los pueblos de Xochimilco la tradición es todavía fuerte y la gente asiste a los panteones a arreglar las tumbas y adornarlas con flores y velas. La mayoría se queda en los panteones gran parte o toda la noche. Es una tradición que ha sido enseñada de abuelos a nietos o padres a hijos.
A altas horas de la madrugada, los vecinos siguen llegando al panteón; a diferencia de Mixquic u otros cementerios del DF, en donde una parte de los asistentes son turistas, aquí la gente que va al camposanto es del pueblo de San Gregorio que tiene enterrados a sus seres queridos en este lugar.
El incienso, las velas y flores provocan que el camposanto tenga un olor peculiar que se distingue durante estas fechas.
En el panteón Xilotepec, que es el más grande de Xochimilco, la actividad durante la velada en la madrugada del 2 de noviembre es constante. Además de los familiares que van a visitar a sus fieles difuntos, hay bandas de norteños y mariachis que con su música acompañan la alumbrada.
Pese a que Xilotepec es un panteón delegacional, los xochimilcas siguen la tradición de la alumbrada. Además, debido a los 60 000 personas que llegan cada inicio de noviembre, fuera del cementerio hay comercio y se observan grupos de jóvenes que agarran la fiesta.
Día de la Candelaria en Xochimilco
Otra de las tantas tradiciones y más populares de la delegación Xochimilco es la del 2 de febrero día de la candelaria una fiesta muy popular para los católicos. Cuando se parte la rosca de reyes el día 6 de enero se tiene por tradición que a las personas que les toca el muñeco deben ofrecer para el día de la candelaria tamales y atole, ambos productos del maíz tradición que viene de la época prehispánica. Pero en Xochimilco esta bonita tradición no solo queda en eso, puesto que también se realiza el cambio de mayordomía del niñopa esta imagen conocida también como el niño peregrino o el niño del pueblo se ha vuelto un pilar en la fe de los Xochimilcas y de gente de otros lugares ajena a esta delegación debido a los milagros que ha realizado a sus fieles. La parroquia de San Bernardino de Siena es el escenario del cambio de mayordomía. Los mayordomos a los cuales ha llegado su turno tuvieron que esperar más de veinte años, incluso se sabe de personas que fallecen sin haber tenido la experiencia de la mayordomía debido a que son bastantes años los que se esperan para tener esta oportunidad, pero lejos de ser una oportunidad es un privilegio, lo cual este privilegio es tomado normalmente por los familiares más cercanos del ya difunto quienes con fe ven y salva guardan esta imagen que es una de las más queridas y exclusivas de la delegación Xochimilco. El compromiso del mayordomo será por un año y respondiendo a celebraciones del 30 de abril día del niño cuyo festejo se le celebra con una kermés en la cual los mayordomos regalan juguetes a los niños que visitan esta imagen. Las nueve posadas también son una fiesta en grande pero en esta ocasión hay familias que se apuntan para ser anfitriones de una de ellas excepto de la novena que esta corresponde al mayordomo.
El Niñopan o Niñopa
El Niñopan o Niñopa es una imagen del Niño Jesús que se venera en Xochimilco. Se trata de una escultura de madera realizada en el siglo XVI. Puede considerarse una de las imágenes de culto católico más antiguas de América, quizá la segunda después de la Virgen de Mercedes en Paita-Perú. El Niñopan no tiene un templo sino que se encuentra bajo la custodia rotativa de las familias de los barrios de Xochimilco que fungen como sus mayordomos.
El nombre de la imagen es Niñopan, un vocablo híbrido hispano-náhuatl que se traduce como Niño del Pueblo (del español Niño y el náhuatl -pan, lugar). También se da el nombre de Niñopa, que, según la etimología popular, debe entenderse como Niño padre, donde -pa es apócope de padre.
Los evangelizadores españoles utilizaron la imagen del niñopa para representar las Posadas y la Nochebuena, para que de este modo la comunidad comprendiera cómo fue la Natividad de Jesús y posteriormente su vida y obra. Posteriormente su custodia pasó a manos de los caciques de Xochimilco y los posteriores encomenderos españoles.
Actualmente, cada año acude el niñopa, en medio de una gran procesión, al Instituto Nacional de Antropología e Historia (INAH), para que sea restaurado dada su antigüedad de aprox. 434 años; por lo que su antiguo peregrinar diario por los hogares de Xochimilco, son ya esporádicos. No se le puede exponer al sol, la lluvia, flashazos de cámaras fotográficas; y desde luego no se le puede tocar. Por la noche, se queman fuegos artificiales y la fiesta continúa. Otro factor que interviene en la veneración del niño es que la parte interior del ábside de la nave de la parroquia de San Bernardino se colocan ocho oleos tabulares en los que se representan las más bellas escenas de la vida de Jesús, cuatro de estas son pasajes de su vida de niño que sirvieron para despertar en los xochimilcas, no una fe impuesta por la fuerza, si un interés por el niño Dios objeto de amor, cuidado y veneración.

#### Datos generales de tradiciones en Xochimilco.
En una investigación sobre Xochimilco, lugar milenario de las flores y última región en la cuenca del Anáhuac en la que sobreviven las chinampas. Descubre un muestrario de las 37 fiestas más representativas, entre ellas la bendición de los animales, la levantada del Santo Niño y la Flor más Bella del Ejido. Muestra cómo sus habitantes conservan una profunda y expresiva espiritualidad que se manifiesta en sus costumbres y ritos, que se llevan a cabo con mucha tradición del lugar y respeto.
Bendición de animales. San Antonio Abad que es donde la gente de todos los pueblos aledaños al centro de Xochimilco aún trae a sus animales para bendecirlos, Borregos, aves, perros y gatos, entre otros animales, fueron llevados ayer a la parroquia de San Bernardino de Siena, en el centro de la delegación Xochimilco, para recibir la bendición en el marco del día de San Antonio Abad.
El jefe delegacional, Miguel Ángel Cámara, explicó que "esa colorida tradición persiste en Xochimilco, debido a que algunos habitantes se dedican a la crianza de ganado y animales de traspatio".
Destacó en ese sentido, su administración cuenta con un programa para incentivar la producción pecuaria y apoyar la economía familiar.
Miguel Ángel Cámara detalló que en 2013 se entregaron 2603 paquetes de animales de traspatio con especies como pollas de postura, codornices y pavos, así como 214 paquetes de animales de corral como cerdos, borregos y conejos.
Xochimilco es uno de los pocos lugares de la capital del país donde los dueños acuden con sus animales ataviados con listones de colores para que reciban la bendición conforme a la fiesta de San Antonio Abad.
Ese personaje fue un monje ermita que vivió en el desierto y convivió con animales, entre ellos una hembra de jabalí que lo acompañó y defendió de las alimañas durante su retiro.
El ritual de llevar animales a las iglesias para bendecirlos cada 17 de enero se remonta a 1628.
La fiesta de Xaltocan: Se hace en honor a la Virgen de los Dolores, cada barrio y pueblo perteneciente a la comarca Xochimilca cuenta con su propia imagen de bulto representativa de la Virgen, entonces a lo largo de dos semanas cada uno de estos lleva a su virgen por así decirlo al segundo templo más importante de Xochimilco, que es la iglesia de Xaltocan, allí celebran una misa y cada uno lleva diferentes ofrendas, la fiesta comienza con un recorrido que se hace por todo Xochimilco llevando consigo a la virgen y la bandera de México, ya que el estandarte de Dolores fuera utilizado como insignia durante la independencia mexicana.
De esta forma se hace una invitación simbólica a todos los pueblos y barrios a participar de esta celebración y siguiendo con lo anterior... De dicha celebración sobresale la ofrenda que le llevan cuatro barrios en un solo día, por tal motivo recibe el nombre de "fiesta de los cuatro barrios" en el que participan San Esteban, San Diego, San Lorenzo y La Guadalupita.
La ofrenda de san Esteban es un barco y un avión decorados con pirotecnia, además de una portada para la iglesia hecha a base de flores naturales, que en su caso representa la chinampería xochimilca, los otros tres barrios colaboran con bandas musicales de las llamadas “bandas de viento”, además de comparsas de huehuenches, personas disfrazadas de diferentes personajes como políticos, artistas, etc., todo con el fin de celebrar a la madre Dolorosa del pueblo.
El Viernes de Dolores: Se elige “La Flor más Bella del Ejido”; esta fiesta se inició en la época prehispánica con el culto a la diosa Xochiquezalli; posteriormente, fue la fiesta de las flores trasladándose al canal de Santa Anita y, a partir de 1955, se trasladó a Xochimilco, donde toma gran auge.
Es una fiesta cultural de legendaria tradición. Símbolo de rasgos indígenas, bendición y abundancia, rodeado de trajineras, canales y flores y el gran culto a la Diosa de la Fertilidad. Esta celebración es una inmensa gama de manifestaciones culturales gastronómicas, artesanales, deportivas considerándose una de las más importantes del siglo XXI.
Feria de la alegría y el olivo 2016 en Santiago Tulyehualco, Xochimilco.
La edición número 45 se llevará a cabo del 30 de enero al 14 de febrero de 2016 en el pueblo de Santiago Tulyehualco de la delegación Xochimilco.
Fuentes: xochimilco.df.gob.mx y Feria de la alegría y el olivo, A.C

## Mercados de Plantas y Flores en Xochimilco

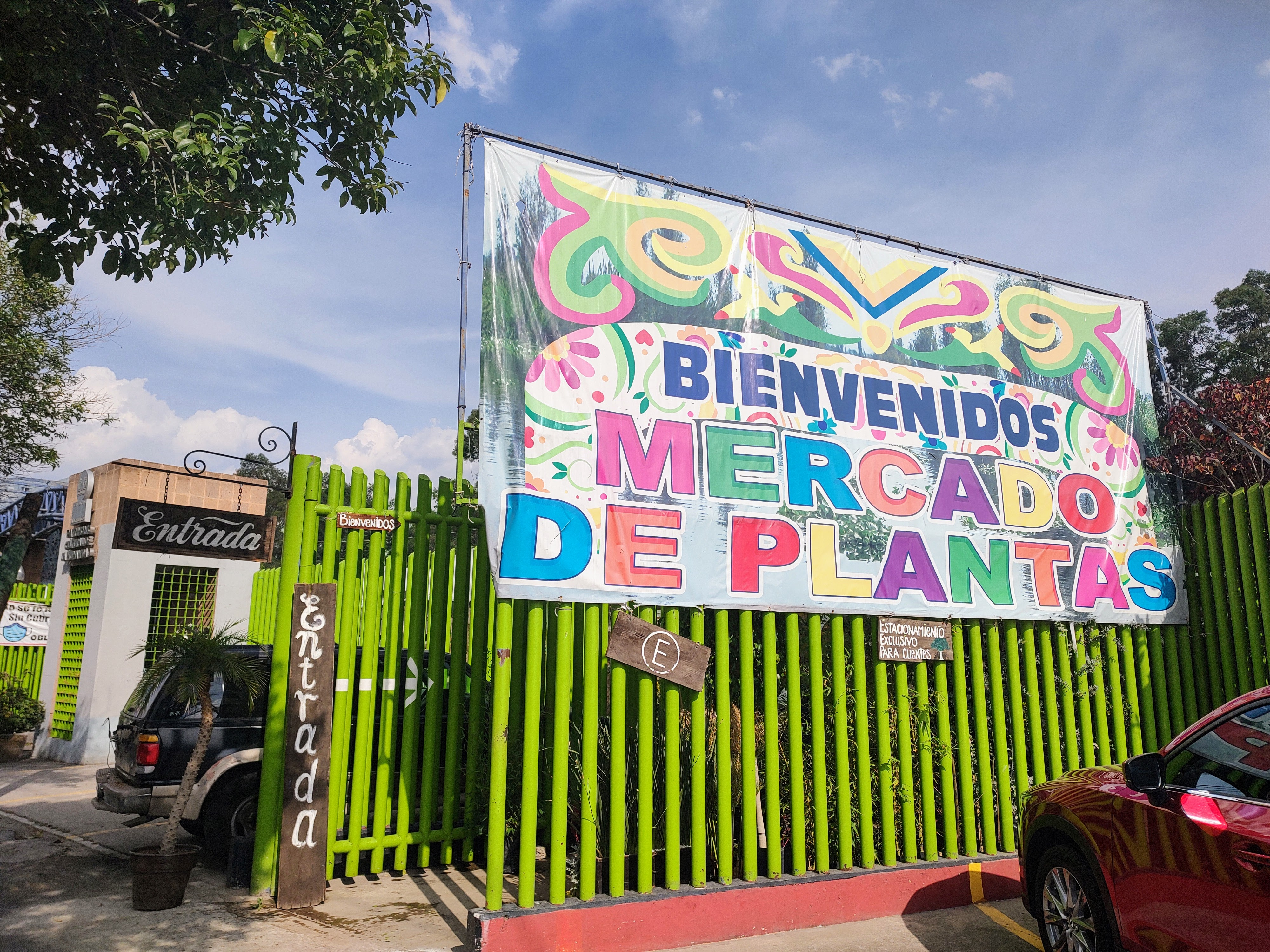
Uno de los mercados de Plantas en Xochimilco

Xochimilco es reconocido por su extensa oferta de mercados especializados en plantas ornamentales, flores, árboles frutales y productos de jardinería. Estos espacios también ofrecen artículos como macetas de barro hechas a mano, tierra fértil, abonos, herramientas y asesoría por parte de productores expertos. Los mercados se han convertido en un punto de atracción turística y recreativa, donde las familias pueden disfrutar de espacios al aire libre, mesas con asadores, renta de caballos y áreas para eventos, principalmente en las inmediaciones del Bosque de Nativitas.

### Mercado de Plantas y Flores "Madreselva"
Ubicado en calle Madreselva, entre la carretera Xochimilco-Tulyehualco y Camino a Nativitas, a un costado del Bosque de Nativitas. Es uno de los mercados más grandes y visitados de la zona, destacando por su amplia variedad de especies vegetales, incluidas plantas carnívoras.

### Mercado de Plantas y Flores "Acuexcomatl"
Ubicado sobre la carretera Tulyehualco-Xochimilco, en el poblado de San Luis Tlaxialtemalco, este mercado reúne a pequeños productores que ofrecen diversidad de plantas y productos relacionados con la jardinería.

### Mercado de Plantas y Flores "Palacio de la Flor"
Se localiza en Francisco Goitia s/n, en el barrio de San Pedro (Xochimilco), dentro del Centro Deportivo Xochimilco. Es un espacio de exposición y venta con una oferta orientada tanto a consumidores como a floricultores profesionales.

### Mercado de Plantas y Flores "Cuemanco"
Ubicado sobre Canal Nacional, cerca del cruce con Anillo Periférico Oriente, este mercado se encuentra junto al Parque Ecológico de Xochimilco y es uno de los más reconocidos a nivel nacional.

### Mercado "Cuemanquito"
Conocido como "Patrimonio Cultural de la Humanidad Cuemanquito", este mercado es otro punto relevante para la distribución de flores, especialmente durante festividades como el Día de Muertos, cuando se comercializa cempasúchil. Aunque su ubicación exacta no siempre está señalada en los mapas oficiales, forma parte de la red de productores locales.
En algunos de estos mercados como el  madre selva ubicado al lado del bosque de Nativitas, también se puede disfrutar de "mesas" con asadores para un fin de semana inolvidable con la familia, incluso realizar fiestas sin costo por uso del lugar, así como la tradicional renta de caballos para un paseo, de igual forma brindan asesoría en el cuidado de jardines.

## Turismo

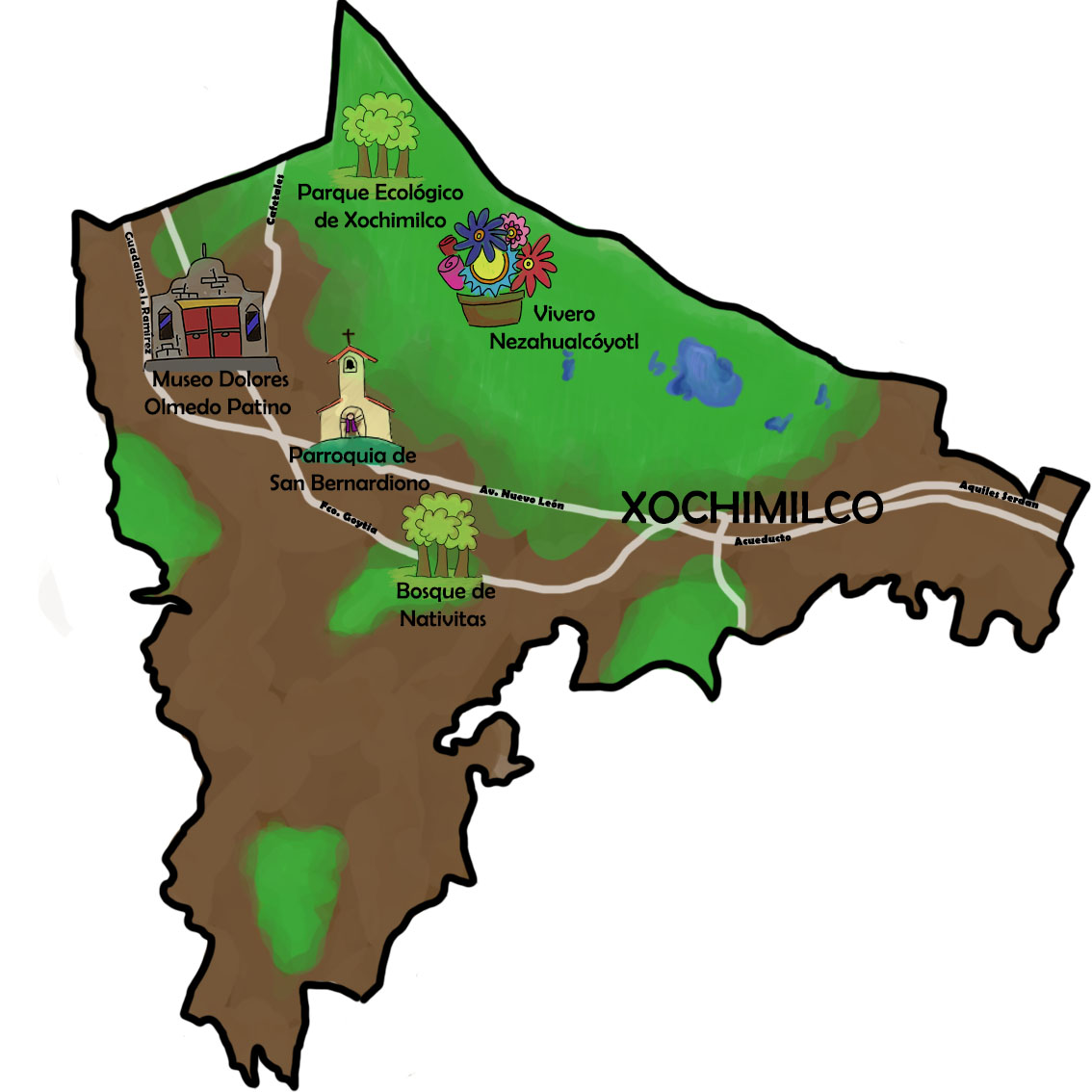
Mapa de los sitios de interés.

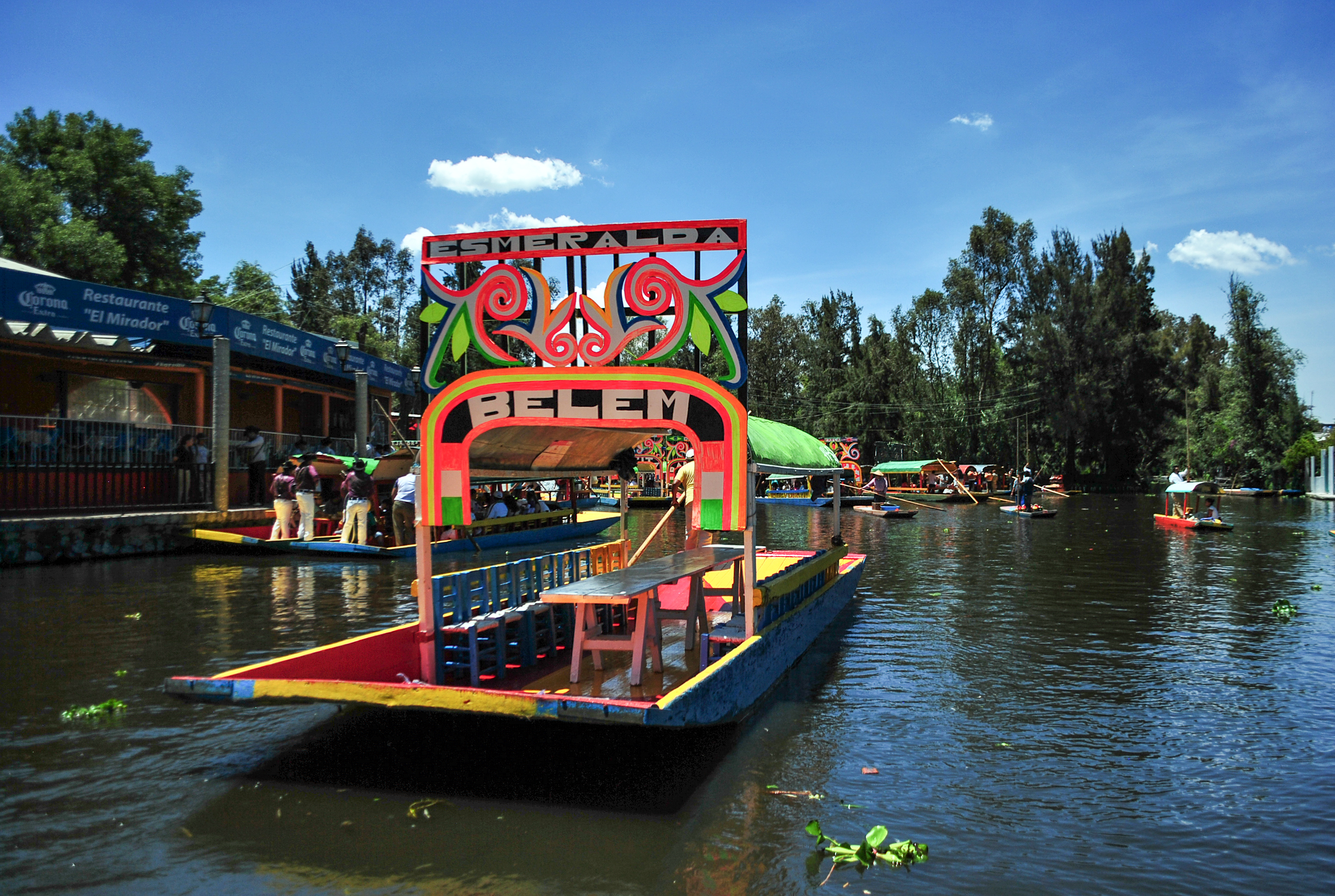
Trajinera en el canal de Nativitas.

Xochimilco es uno de los lugares más visitados de la Ciudad de México por el turismo nacional e internacional.
Entre sus principales atractivos turísticos se encuentran los canales donde se puede navegar tranquilamente a bordo de una de las más de 200 embarcaciones llamadas trajineras, disfrutando de comida típica que se vende en los alrededores de los embarcaderos y de la música local: marimba, salterio, mariachi y norteños. Las trajineras suelen adornarse con portadas con flores incrustadas, que formaban letras de nombres femeninos y se las puede subir por 9 embarcaderos en esta zona: Cuemanco, Caltongo, Fernando Celada, Salitre, Belém, San Cristóbal, Zacapa, Las Flores, Nuevo Nativitas y Belem de las Flores.Suelen rentar trajineras para pasar un buen rato con la familia al igual para los amigos ya que en una trajinera pueden subir varias personas y solo pagar un pasaje por a si decirlo, en vez de pagar la renta completa de 1 o 2 horas.
En Xochimilco se come ricos antojitos mexicanos donde hay distintas variedades aunque también los turistas pueden llevar las comidas a las trajineras donde al navegar se puede disfrutar de música y de sus alrededores donde se pueden apreciar distintas variedades de flores incluyendo carnívoras incluyendo en el agua.
Donde se puede apreciar la Isla de las muñecas sucias y viejas donde se ve terrorífico a la vista de muchas personas pero muy interesante al verlas colgadas por los árboles. 

### Parque Ecológico de Xochimilco

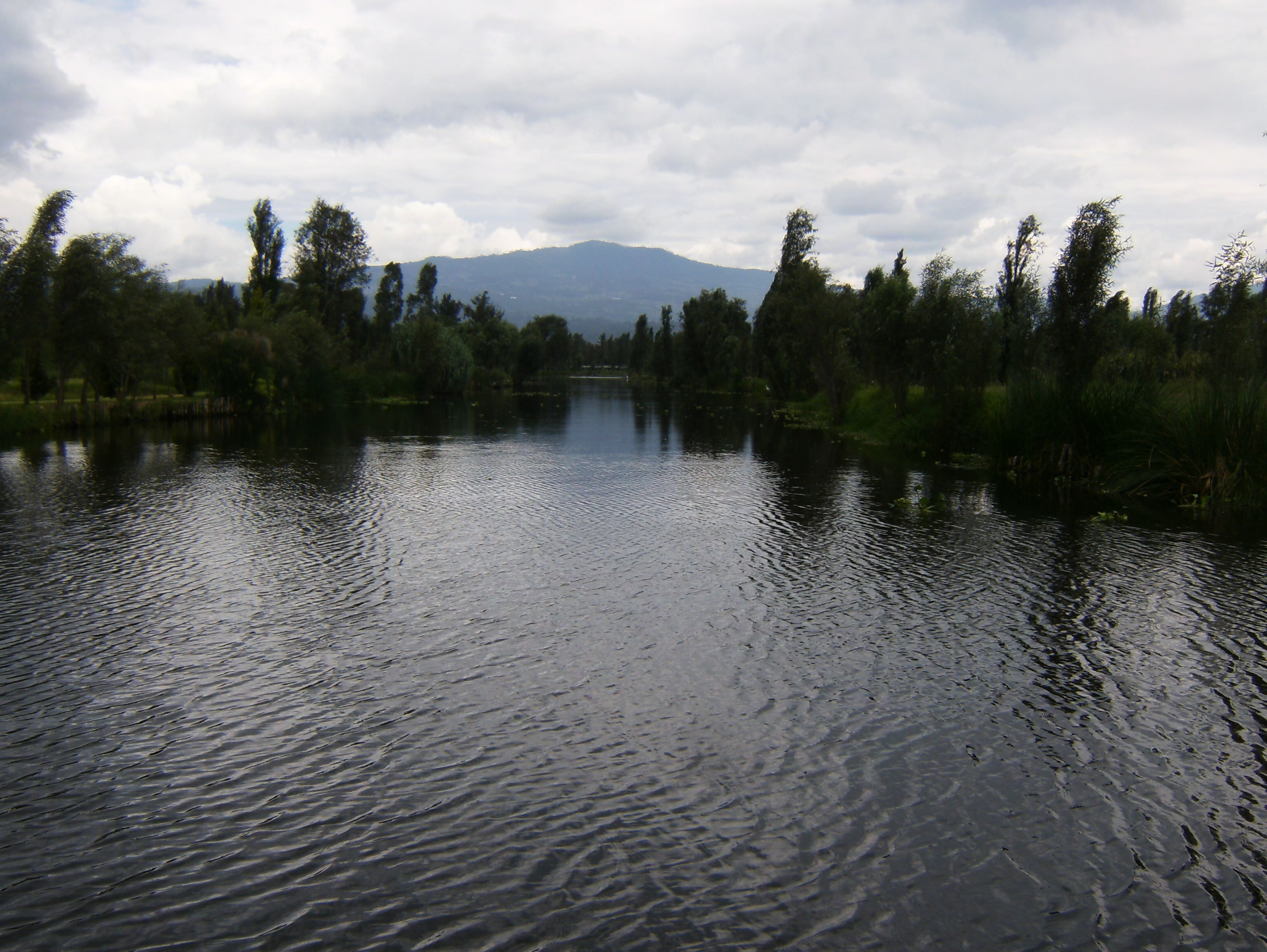
Vista del lago principal del Parque Ecológico Xochimilco

Digno también de visitarse es el Parque Ecológico de Xochimilco, área natural recuperada como parte del Plan de Rescate Ecológico de Xochimilco en 1989, por los gobiernos federal y local. El PEX, combina con maestría la naturaleza y las actividades recreativas que encierran una enseñanza a favor del ambiente y la cultura, como un espacio de recreación familiar de habitantes de Xochimilco y zonas aledañas. Más de 215 hectáreas de agua, flora y fauna integradas en un paisaje que recuerda al que vieron nuestros antepasados hace más de 500.

### Isla de las Muñecas

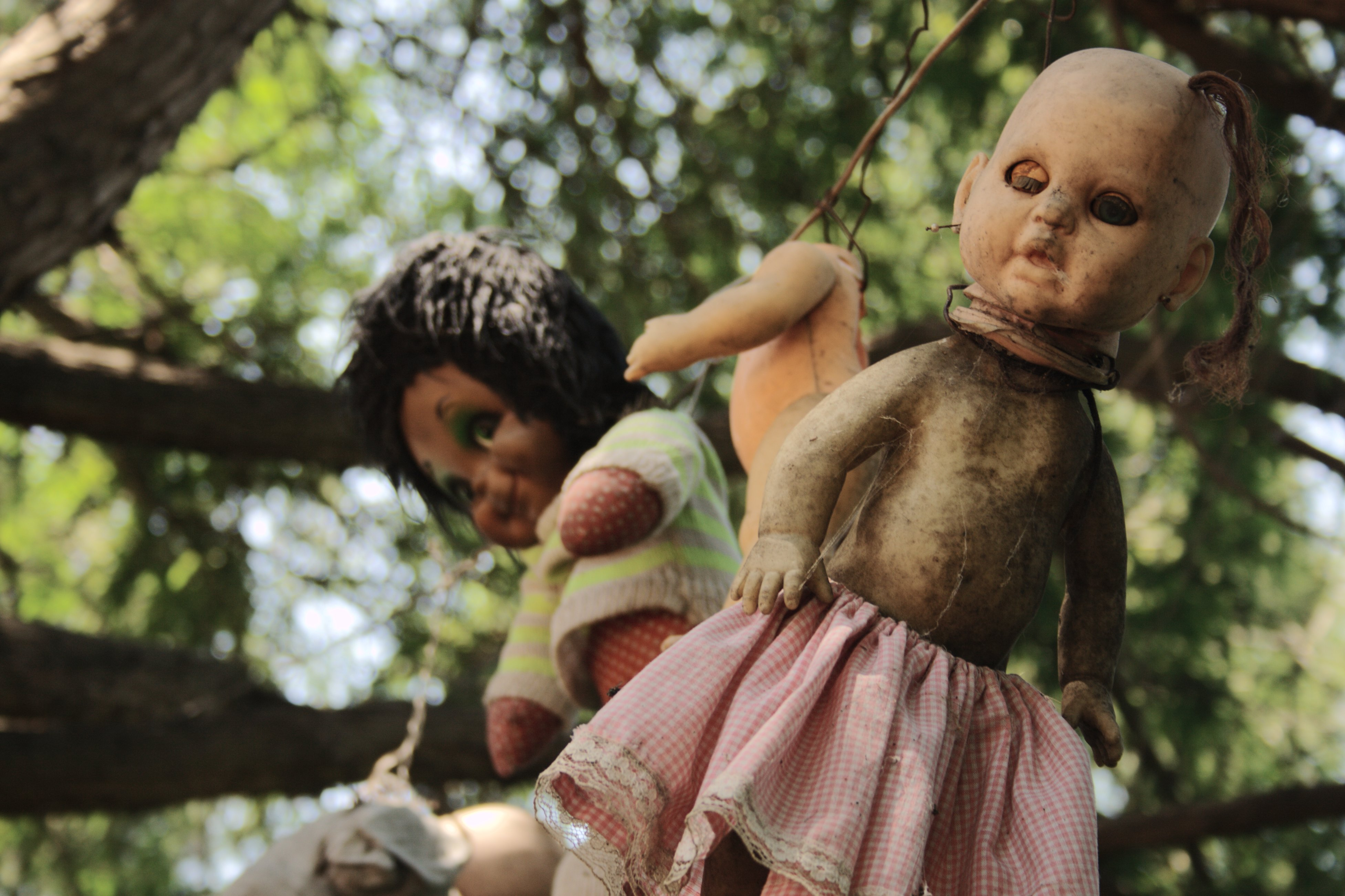
La isla de las Muñecas es una chinampa célebre porque su dueño, Julián Santana Barrera, colgó en ahuejotes y cañas las muñecas que encontraba en la basura. El propósito era "ahuyentar a los malos espíritus".

La isla de las muñecas es una atracción para los visitantes del embarcadero, que son llevados por los lancheros para observar la isla repleta de muñecas colgadas de los árboles y bardas.
La isla fue habitada por el señor Julián Santana Barrera por más de cinco décadas, el cual comenzó a colgar muñecas como defensa contra un espíritu del que era constantemente víctima. El espíritu era de una joven que fue encontrada ahogada cerca de la Chinampa en donde el señor Julián vivía cosechando maíz y flores.
Para ahuyentar al espíritu de la joven, decidió colgar muñecas alrededor de la chinampa, las cuales adquirió de la basura o como regalo de los habitantes cercanos o conocidos. Después de varios años de habitar este lugar el señor Julián fue encontrado ahogado cerca de donde el radicaba.
Hoy en día es un sitio de gran atractivo para los visitantes curiosos que llegan al embarcadero de Xochimilco. 

### Catedral de San Bernardino de Siena
Por otra parte, podemos encontrar como un sitio obligado a visitar a la parroquia de San Bernardino de Siena. Este templo y monasterio fue edificado por los misioneros franciscanos en el siglo XVI, pero la iglesia actual fue construida en el año 1590. La puerta que adorna la entrada de la iglesia es una joya de arte por sus grabados. En el interior se pueden apreciar 8 retablos laterales dorados, todos estos pertenecen a distintos períodos y estilos. La obra de arte más importante de este templo es el retablo mayor que destaca por su riqueza en relieves, estatuas policromadas y pinturas. La iglesia dejó de estar a cargo de los franciscanos en el año de 1756 cuando se habilitó como parroquia y fue puesta en manos del clero secular.